# Liste des églises des Pyrénées-Orientales
La liste des églises des Pyrénées-Orientales recense de manière exhaustive les églises situées dans le département français des Pyrénées-Orientales. Il est fait état des diverses protections dont elles peuvent bénéficier, et notamment les inscriptions et classements au titre des monuments historiques.
Toutes sont situées dans le diocèse de Perpignan-Elne.

## Statistiques

### Nombres
Le département des Pyrénées-Orientales comprend 226 communes au 1er janvier 2020.
Depuis 2018, le diocèse de Perpignan-Elne compte 23 paroisses.

## Classement
Le classement ci-après se fait par commune selon l'ordre alphabétique.
Il est fait état des diverses protections dont elles peuvent bénéficier, et notamment les inscriptions et classements au titre des monuments historiques.

## Liste

### Église catholique
La liste suivante recense les églises catholiques des Pyrénées-Orientales, en incluant les collégiales et les cathédrales. 
| Église                                                                    | Commune                             | Adresse                                   | Coordonnées                       | Notice         | Protection | Date        | Illustration                                                              |
| ------------------------------------------------------------------------- | ----------------------------------- | ----------------------------------------- | --------------------------------- | -------------- | --- | ----------- | ------------------------------------------------------------------------- |
| Église Sainte-Eulalie-et-Sainte-Julie d'Alénya                            | Alénya                              |                                           | 42° 38′ 17″ nord, 2° 58′ 48″ est  |                | |             | Église Sainte-Eulalie-et-Sainte-Julie d'Alénya                            |
| Église Saint-Martin de Palalda                                            | Amélie-les-Bains-Palalda            |                                           | 42° 29′ 04″ nord, 2° 40′ 30″ est  |                | |             | Église Saint-Martin de Palalda                                            |
| Église Sainte-Engrâce d'Amélie-les-Bains                                  | Amélie-les-Bains-Palalda            |                                           | 42° 27′ 22″ nord, 2° 39′ 53″ est  |                | |             | Église Sainte-Engrâce d'Amélie-les-Bains                                  |
| Église Sainte-Marie de Montalba-d'Amélie                                  | Amélie-les-Bains-Palalda            |                                           | 42° 26′ 42″ nord, 2° 41′ 03″ est  |                | |             | Église Sainte-Marie de Montalba-d'Amélie                                  |
| Ancienne église Saint-Quentin d'Amélie-les-Bains                          | Amélie-les-Bains-Palalda            |                                           | 42° 28′ 11″ nord, 2° 40′ 06″ est  |                | |             | Image manquante Téléverser                                                |
| Église Sainte-Marie d'Amélie-les-Bains                                    | Amélie-les-Bains-Palalda            |                                           | 42° 28′ 16″ nord, 2° 40′ 12″ est  |                | |             | Image manquante Téléverser                                                |
| Église Saint-Sauveur de Mondony                                           | Amélie-les-Bains-Palalda            |                                           | 42° 26′ 32″ nord, 2° 41′ 02″ est  |                | |             | Image manquante Téléverser                                                |
| Église Saint-Quentin d'Amélie-les-Bains                                   | Amélie-les-Bains-Palalda            |                                           | 42° 28′ 21″ nord, 2° 40′ 08″ est  |                | |             | Église Saint-Quentin d'Amélie-les-Bains                                   |
| Ancienne église Saint-André d'Angoustrine                                 | Angoustrine-Villeneuve-des-Escaldes |                                           | 42° 29′ 01″ nord, 1° 57′ 32″ est  | « PA00103953 » | Classé MH | 1954        | Ancienne église Saint-André d'Angoustrine                                 |
| Église Saint-Assiscle-et-Sainte-Victoire de Villeneuve-des-Escaldes       | Angoustrine-Villeneuve-des-Escaldes |                                           | 42° 28′ 39″ nord, 1° 57′ 09″ est  | « PA00103952 » | Inscrit MH | 1983        | Église Saint-Assiscle-et-Sainte-Victoire de Villeneuve-des-Escaldes       |
| Nouvelle église Saint-André d'Angoustrine                                 | Angoustrine-Villeneuve-des-Escaldes |                                           | 42° 29′ 04″ nord, 1° 57′ 41″ est  |                | |             | Nouvelle église Saint-André d'Angoustrine                                 |
| Église Notre-Dame-des-Grâces des Escaldes                                 | Angoustrine-Villeneuve-des-Escaldes |                                           | 42° 29′ 16″ nord, 1° 57′ 13″ est  |                | |             | Église Notre-Dame-des-Grâces des Escaldes                                 |
| Ancienne église Saint-Nazaire-et-Saint-Celse d'Ansignan                   | Ansignan                            |                                           | 42° 45′ 29″ nord, 2° 31′ 39″ est  |                | |             | Image manquante Téléverser                                                |
| Église Saint-Nazaire-et-Saint-Celse d'Ansignan                            | Ansignan                            |                                           | 42° 45′ 37″ nord, 2° 31′ 02″ est  |                | |             | Église Saint-Nazaire-et-Saint-Celse d'Ansignan                            |
| Église Notre-Dame des Escaliers de Marcevol                               | Arboussols                          |                                           | 42° 39′ 50″ nord, 2° 30′ 00″ est  | « PA00103950 » | Inscrit MH | 1973        | Église Notre-Dame des Escaliers de Marcevol                               |
| Église Sainte-Eulalie d'Arboussols                                        | Arboussols                          |                                           | 42° 40′ 30″ nord, 2° 29′ 12″ est  |                | |             | Église Sainte-Eulalie d'Arboussols                                        |
| Église Saint-Sauveur d'Arboussols                                         | Arboussols                          |                                           | 42° 39′ 48″ nord, 2° 29′ 07″ est  |                | |             | Église Saint-Sauveur d'Arboussols                                         |
| Église du prieuré de Marcevol                                             | Arboussols                          |                                           | 42° 39′ 44″ nord, 2° 30′ 02″ est  | « PA00103949 » | Classé MH Église | 1840        | Église du prieuré de Marcevol                                             |
| Abbaye de Valbonne (Argelès-sur-Mer)                                      | Argelès-sur-Mer                     |                                           | 42° 29′ 39″ nord, 3° 02′ 53″ est  |                | |             | Abbaye de Valbonne (Argelès-sur-Mer)                                      |
| Église Saint-Ferréol de la Pava                                           | Argelès-sur-Mer                     |                                           | 42° 31′ 17″ nord, 2° 59′ 14″ est  | « PA00104191 » | Inscrit MH | 1991        | Église Saint-Ferréol de la Pava                                           |
| Église Saint-Martin-et-Sainte-Croix                                       | Argelès-sur-Mer                     |                                           | 42° 34′ 06″ nord, 3° 00′ 16″ est  |                | |             | Église Saint-Martin-et-Sainte-Croix                                       |
| Église Sainte-Marie de Torreneules                                        | Argelès-sur-Mer                     |                                           | 42° 29′ 10″ nord, 3° 03′ 41″ est  |                | |             | Église Sainte-Marie de Torreneules                                        |
| Église Notre-Dame del Prat                                                | Argelès-sur-Mer                     |                                           | 42° 32′ 47″ nord, 3° 01′ 21″ est  | « PA00103958 » | Inscrit MH Le clocher ; Inscrit MH L'église en totalité | 1927 ; 2004 | Église Notre-Dame del Prat                                                |
| Église Saint-Pierre dels Forquets                                         | Argelès-sur-Mer                     |                                           | 42° 31′ 15″ nord, 3° 01′ 24″ est  |                | |             | Image manquante Téléverser                                                |
| Ermitage Notre-Dame-de-Vie d'Argelès-sur-Mer                              | Argelès-sur-Mer                     |                                           | 42° 31′ 30″ nord, 2° 59′ 59″ est  |                | |             | Ermitage Notre-Dame-de-Vie d'Argelès-sur-Mer                              |
| Église Saint-Pierre de Riuferrer                                          | Arles-sur-Tech                      |                                           | 42° 27′ 49″ nord, 2° 37′ 13″ est  | « PA00103961 » | Inscrit MH | 1954        | Église Saint-Pierre de Riuferrer                                          |
| Église Sainte-Croix de Quercorb                                           | Arles-sur-Tech                      |                                           | 42° 26′ 54″ nord, 2° 37′ 28″ est  | « PA66000003 » | Inscrit MH | 1997        | Église Sainte-Croix de Quercorb                                           |
| Église Saint-Étienne d'Arles-sur-Tech                                     | Arles-sur-Tech                      |                                           | 42° 27′ 24″ nord, 2° 38′ 06″ est  |                | |             | Église Saint-Étienne d'Arles-sur-Tech                                     |
| Église Saint-Sauveur d'Arles-sur-Tech                                     | Arles-sur-Tech                      |                                           | 42° 27′ 27″ nord, 2° 38′ 03″ est  | « PA00103963 » | Inscrit MH | 1943        | Église Saint-Sauveur d'Arles-sur-Tech                                     |
| Église Saint-Michel des Plans                                             | Ayguatébia-Talau                    |                                           | 42° 33′ 24″ nord, 2° 12′ 57″ est  |                | |             | Image manquante Téléverser                                                |
| Église Saint-Étienne de Talau                                             | Ayguatébia-Talau                    |                                           | 42° 33′ 52″ nord, 2° 11′ 44″ est  |                | |             | Église Saint-Étienne de Talau                                             |
| Église Saint-Félix-et-Saint-Armengol d'Ayguatébia                         | Ayguatébia-Talau                    |                                           | 42° 34′ 24″ nord, 2° 11′ 10″ est  | « PA00103965 » | Inscrit MH Portail (vantaux compris) | 1967        | Église Saint-Félix-et-Saint-Armengol d'Ayguatébia                         |
| Église Saint-André de Bages                                               | Bages                               |                                           | 42° 36′ 22″ nord, 2° 53′ 39″ est  |                | |             | Église Saint-André de Bages                                               |
| Église Saint-Jean de Reart                                                | Bages                               |                                           | 42° 37′ 09″ nord, 2° 52′ 21″ est  |                | |             | Image manquante Téléverser                                                |
| Église Saint-Vincent de Baho                                              | Baho                                |                                           | 42° 41′ 59″ nord, 2° 49′ 26″ est  |                | |             | Église Saint-Vincent de Baho                                              |
| Ancienne église Saint-André de Baillestavy                                | Baillestavy                         |                                           | 42° 34′ 03″ nord, 2° 31′ 22″ est  |                | |             | Ancienne église Saint-André de Baillestavy                                |
| Nouvelle église Saint-André de Baillestavy                                | Baillestavy                         |                                           | 42° 33′ 52″ nord, 2° 31′ 28″ est  |                | |             | Nouvelle église Saint-André de Baillestavy                                |
| Église de la Nativité-de-Notre-Dame de Baixas                             | Baixas                              |                                           | 42° 45′ 02″ nord, 2° 48′ 30″ est  | « PA00103966 » | Classé MH | 1982        | Église de la Nativité-de-Notre-Dame de Baixas                             |
| Ermitage Sainte-Catherine de Baixas                                       | Baixas                              |                                           | 42° 45′ 02″ nord, 2° 48′ 16″ est  |                | |             | Ermitage Sainte-Catherine de Baixas                                       |
| Église Saint-André de Banyuls-dels-Aspres                                 | Banyuls-dels-Aspres                 |                                           | 42° 34′ 02″ nord, 2° 51′ 59″ est  |                | |             | Église Saint-André de Banyuls-dels-Aspres                                 |
| Église Sainte-Marie de Fontclara                                          | Banyuls-dels-Aspres                 |                                           | 42° 33′ 25″ nord, 2° 53′ 11″ est  |                | |             | Image manquante Téléverser                                                |
| Église Saint-Jean de la Rectoria                                          | Banyuls-sur-Mer                     |                                           | 42° 28′ 38″ nord, 3° 07′ 29″ est  | « PA00103967 » | Inscrit MH | 1962        | Église Saint-Jean de la Rectoria                                          |
| Église Sainte-Marie des Abeilles                                          | Banyuls-sur-Mer                     |                                           | 42° 27′ 49″ nord, 3° 04′ 20″ est  |                | |             | Église Sainte-Marie des Abeilles                                          |
| Église Sainte-Marie de Banyuls-sur-Mer                                    | Banyuls-sur-Mer                     |                                           | 42° 28′ 53″ nord, 3° 07′ 40″ est  |                | |             | Image manquante Téléverser                                                |
| Église Saint-Jean-Baptiste de la Bassa                                    | Banyuls-sur-Mer                     |                                           | 42° 28′ 38″ nord, 3° 07′ 29″ est  |                | |             | Image manquante Téléverser                                                |
| Ancienne église Sainte-Marie de Vallàuria                                 | Banyuls-sur-Mer                     |                                           | 42° 28′ 28″ nord, 3° 04′ 38″ est  |                | |             | Image manquante Téléverser                                                |
| Église Saint-Jean-Baptiste de Banyuls-sur-Mer                             | Banyuls-sur-Mer                     |                                           | 42° 28′ 53″ nord, 3° 07′ 40″ est  |                | |             | Église Saint-Jean-Baptiste de Banyuls-sur-Mer                             |
| Église Saint-Barthélemy de Bélesta                                        | Bélesta                             |                                           | 42° 43′ 04″ nord, 2° 36′ 26″ est  |                | |             | Église Saint-Barthélemy de Bélesta                                        |
| Église Saint-Barthélemy de Jonqueroles                                    | Bélesta                             |                                           | 42° 43′ 51″ nord, 2° 36′ 58″ est  |                | |             | Église Saint-Barthélemy de Jonqueroles                                    |
| Église Sainte-Eulalie de Bolquère                                         | Bolquère                            |                                           | 42° 30′ 05″ nord, 2° 04′ 43″ est  |                | |             | Église Sainte-Eulalie de Bolquère                                         |
| Église Saint-Sauveur de Canomals                                          | Bompas                              |                                           | 42° 43′ 57″ nord, 2° 57′ 12″ est  |                | |             | Image manquante Téléverser                                                |
| Nouvelle église Saint-Étienne de Bompas                                   | Bompas                              |                                           | 42° 43′ 58″ nord, 2° 56′ 03″ est  |                | |             | Nouvelle église Saint-Étienne de Bompas                                   |
| Prieuré de Serrabone                                                      | Boule-d'Amont                       |                                           | 42° 36′ 06″ nord, 2° 35′ 43″ est  | « PA00103968 » | Classé MH Église | 1875        | Prieuré de Serrabone                                                      |
| Église Saint-Jean d'Arsus                                                 | Boule-d'Amont                       |                                           | 42° 34′ 37″ nord, 2° 35′ 45″ est  |                | |             | Image manquante Téléverser                                                |
| Église Saint-Saturnin de Boule-d'Amont                                    | Boule-d'Amont                       |                                           | 42° 34′ 45″ nord, 2° 36′ 51″ est  | « PA00103969 » | Inscrit MH | 1972        | Église Saint-Saturnin de Boule-d'Amont                                    |
| Église Saint-Nazaire de Barbadell                                         | Bouleternère                        |                                           | 42° 38′ 18″ nord, 2° 35′ 00″ est  |                | |             | Église Saint-Nazaire de Barbadell                                         |
| Ancienne église Saint-Sulpice de Bouleternère                             | Bouleternère                        |                                           | 42° 38′ 55″ nord, 2° 35′ 11″ est  | « PA00104192 » | Classé MH | 1994        | Ancienne église Saint-Sulpice de Bouleternère                             |
| Nouvelle Église Saint-Sulpice de Bouleternère                             | Bouleternère                        |                                           | à géolocaliser                    |                | |             | Nouvelle Église Saint-Sulpice de Bouleternère                             |
| Église Sainte-Marie de Bouleternère                                       | Bouleternère                        |                                           | 42° 38′ 55″ nord, 2° 35′ 11″ est  |                | |             | Église Sainte-Marie de Bouleternère                                       |
| Église Saint-Martin d'Hix                                                 | Bourg-Madame                        |                                           | 42° 26′ 02″ nord, 1° 57′ 18″ est  | « PA00103972 » | Classé MH | 1910        | Église Saint-Martin d'Hix                                                 |
| Église Saint-Romain de Caldegas                                           | Bourg-Madame                        |                                           | 42° 26′ 29″ nord, 1° 57′ 52″ est  | « PA00103971 » | Classé MH | 1952        | Église Saint-Romain de Caldegas                                           |
| Église Saint-Martin de Bourg-Madame                                       | Bourg-Madame                        |                                           | 42° 26′ 03″ nord, 1° 56′ 35″ est  |                | |             | Image manquante Téléverser                                                |
| Église Sainte-Marie de Brouilla                                           | Brouilla                            |                                           | 42° 33′ 58″ nord, 2° 54′ 15″ est  | « PA00103973 » | Classé MH | 1972        | Église Sainte-Marie de Brouilla                                           |
| Église Saint-Jean de Brouilla                                             | Brouilla                            |                                           | 42° 34′ 50″ nord, 2° 52′ 58″ est  |                | |             | Image manquante Téléverser                                                |
| Église Notre-Dame-des-Anges de Cabestany                                  | Cabestany                           |                                           | 42° 40′ 44″ nord, 2° 56′ 16″ est  |                | |             | Église Notre-Dame-des-Anges de Cabestany                                  |
| Église Saint-Marc de Caixas                                               | Caixas                              |                                           | 42° 34′ 47″ nord, 2° 40′ 25″ est  |                | |             | Image manquante Téléverser                                                |
| Église Saint-Pons de Candell                                              | Caixas                              |                                           | 42° 35′ 55″ nord, 22° 37′ 52″ est |                | |             | Image manquante Téléverser                                                |
| Église Sainte-Colombe-de-Las-Illas                                        | Caixas                              |                                           | 42° 37′ 04″ nord, 2° 38′ 47″ est  |                | |             | Image manquante Téléverser                                                |
| Église Sainte-Marie de Fontcouverte                                       | Caixas                              |                                           | 42° 36′ 11″ nord, 2° 39′ 25″ est  |                | |             | Église Sainte-Marie de Fontcouverte                                       |
| Église Saint-Jacques de Caixas                                            | Caixas                              |                                           | 42° 34′ 58″ nord, 2° 40′ 58″ est  |                | |             | Image manquante Téléverser                                                |
| Église Saint-Julien du Vilar                                              | Caixas                              |                                           | 42° 37′ 54″ nord, 2° 39′ 01″ est  |                | |             | Image manquante Téléverser                                                |
| Ancienne église Saint-Paul de Calce                                       | Calce                               |                                           | 42° 45′ 32″ nord, 2° 45′ 15″ est  |                | |             | Ancienne église Saint-Paul de Calce                                       |
| Église Sainte-Marie de Las Fonts                                          | Calce                               |                                           | 42° 44′ 25″ nord, 2° 44′ 59″ est  | « PA00125500 » | Inscrit MH Chapelle, porche d'entrée, enceinte avec sa poterne de l'Ancien château, dit Mas de Las Fons                                                                      | 1993        | Église Sainte-Marie de Las Fonts                                          |
| Église Saint-Paul de Calce                                                | Calce                               |                                           | 42° 45′ 32″ nord, 2° 45′ 15″ est  | « IA00029682 » | |             | Église Saint-Paul de Calce                                                |
| Église Saint-Félix de Calmeilles                                          | Calmeilles                          |                                           | 42° 33′ 08″ nord, 2° 40′ 30″ est  | « PA00103974 » | Inscrit MH | 1964        | Église Saint-Félix de Calmeilles                                          |
| Église Saint-Fructueux de Camélas                                         | Camélas                             |                                           | 42° 37′ 49″ nord, 2° 41′ 01″ est  | « PA00103976 » | Inscrit MH | 1964        | Église Saint-Fructueux de Camélas                                         |
| Église Saint-Martin-de-la-Roque                                           | Camélas                             |                                           | 42° 37′ 28″ nord, 2° 40′ 52″ est  |                | |             | Église Saint-Martin-de-la-Roque                                           |
| Église Saint-Michel de Vallcrosa                                          | Camélas                             |                                           | 42° 38′ 24″ nord, 2° 40′ 55″ est  |                | |             | Image manquante Téléverser                                                |
| Église Saint-Christophe de Fornols                                        | Campôme                             |                                           | 42° 38′ 16″ nord, 2° 23′ 40″ est  |                | |             | Image manquante Téléverser                                                |
| Église de la Nativité-de-Notre-Dame de Campôme                            | Campôme                             |                                           | 42° 39′ 04″ nord, 2° 22′ 35″ est  |                | |             | Église de la Nativité-de-Notre-Dame de Campôme                            |
| Église Saint-Étienne de Campoussy                                         | Campoussy                           |                                           | 42° 42′ 37″ nord, 2° 27′ 32″ est  | « PA00103977 » | Inscrit MH | 1950        | Église Saint-Étienne de Campoussy                                         |
| Église Saint-Just de Palmes                                               | Campoussy                           |                                           | 42° 41′ 36″ nord, 2° 27′ 29″ est  |                | |             | Image manquante Téléverser                                                |
| Église Saint-André de Llar                                                | Canaveilles                         |                                           | 42° 31′ 54″ nord, 2° 13′ 00″ est  |                | |             | Église Saint-André de Llar                                                |
| Église Saint-Martin de Canaveilles                                        | Canaveilles                         |                                           | 42° 32′ 13″ nord, 2° 14′ 59″ est  |                | |             | Église Saint-Martin de Canaveilles                                        |
| Église Saint-Pierre des Graus                                             | Canaveilles                         |                                           | 42° 31′ 55″ nord, 2° 14′ 53″ est  |                | |             | Église Saint-Pierre des Graus                                             |
| Église nouvelle Saint-André de Llar                                       | Canaveilles                         |                                           | 42° 31′ 47″ nord, 2° 12′ 42″ est  |                | |             | Église nouvelle Saint-André de Llar                                       |
| Église Saint-Jacques de Canet-en-Roussillon                               | Canet-en-Roussillon                 |                                           | 42° 42′ 21″ nord, 3° 00′ 30″ est  |                | |             | Église Saint-Jacques de Canet-en-Roussillon                               |
| Église Notre-Dame-des-Flots de Canet-en-Roussillon                        | Canet-en-Roussillon                 |                                           | 42° 41′ 41″ nord, 3° 02′ 03″ est  |                | |             | Église Notre-Dame-des-Flots de Canet-en-Roussillon                        |
| Église Saint-Cyr-et-Sainte-Julitte de Canohès                             | Canohès                             |                                           | 42° 39′ 07″ nord, 2° 50′ 09″ est  | « PA00103979 » | Inscrit MH | 1972        | Église Saint-Cyr-et-Sainte-Julitte de Canohès                             |
| Église Saint-Étienne de Caramany                                          | Caramany                            |                                           | 42° 44′ 09″ nord, 2° 34′ 15″ est  | « PA00103980 » | Inscrit MH Clocher | 1972        | Église Saint-Étienne de Caramany                                          |
| Église Saint-Martin de Casefabre                                          | Casefabre                           |                                           | 42° 36′ 57″ nord, 2° 36′ 49″ est  |                | |             | Église Saint-Martin de Casefabre                                          |
| Église paroissiale Sainte-Colombe de Cases-de-Pène                        | Cases-de-Pène                       |                                           | 42° 46′ 44″ nord, 2° 47′ 13″ est  | « IA00029687 » | |             | Église paroissiale Sainte-Colombe de Cases-de-Pène                        |
| Ancienne église Sainte-Colombe de Cases-de-Pène                           | Cases-de-Pène                       |                                           | 42° 49′ 44″ nord, 2° 31′ 58″ est  |                | |             | Image manquante Téléverser                                                |
| Ermitage Notre-Dame-de-Pène                                               | Cases-de-Pène                       |                                           | 42° 45′ 27″ nord, 2° 47′ 46″ est  | « PA00104194 » | Inscrit MH Chapelle et dépendances | 1992        | Ermitage Notre-Dame-de-Pène                                               |
| Église Saint-Cyprien de Cuchous                                           | Cassagnes                           |                                           | 42° 44′ 48″ nord, 2° 38′ 07″ est  |                | |             | Image manquante Téléverser                                                |
| Église Notre-Dame-de-l'Assomption de Cassagnes                            | Cassagnes                           |                                           | 42° 44′ 27″ nord, 2° 36′ 39″ est  |                | |             | Image manquante Téléverser                                                |
| Église Saint-Martin-le-Vieux                                              | Casteil                             |                                           | 42° 31′ 55″ nord, 2° 24′ 04″ est  |                | |             | Église Saint-Martin-le-Vieux                                              |
| Église Saint-Martin de Casteil                                            | Casteil                             |                                           | 42° 31′ 51″ nord, 2° 23′ 39″ est  |                | |             | Église Saint-Martin de Casteil                                            |
| Église Saint-Benoît du Canigou                                            | Casteil                             |                                           | à géolocaliser                    |                | |             | Image manquante Téléverser                                                |
| Abbaye Saint-Martin du Canigou                                            | Casteil                             |                                           | 42° 31′ 27″ nord, 2° 24′ 03″ est  | « PA00103981 » | Classé MH Abbaye de Saint-Martin du Canigou | 1889        | Abbaye Saint-Martin du Canigou                                            |
| Église Sainte-Marie du Mercadal                                           | Castelnou                           |                                           | 42° 37′ 17″ nord, 2° 42′ 10″ est  | « PA00103982 » | Inscrit MH | 1972        | Église Sainte-Marie du Mercadal                                           |
| Église Saint-André de Catllar                                             | Catllar                             |                                           | 42° 38′ 03″ nord, 2° 25′ 23″ est  | « PA00103983 » | Inscrit MH | 1973        | Église Saint-André de Catllar                                             |
| Église Sainte-Marie de Riquer                                             | Catllar                             |                                           | 42° 37′ 55″ nord, 2° 25′ 35″ est  | « PA00103984 » | Classé MH | 1983        | Église Sainte-Marie de Riquer                                             |
| Église Saint-Martin de Caudiès-de-Conflent                                | Caudiès-de-Conflent                 |                                           | 42° 34′ 02″ nord, 2° 09′ 44″ est  |                | |             | Église Saint-Martin de Caudiès-de-Conflent                                |
| Église Notre-Dame de Laval                                                | Caudiès-de-Fenouillèdes             |                                           | 42° 48′ 07″ nord, 2° 23′ 06″ est  | « PA00103985 » | Classé MH Portail dit de Notre-Dame de Douno-Pa ; Inscrit MH Église | 1982 ; 1982 | Église Notre-Dame de Laval                                                |
| Église Saint-Jacques de Castel-Fizel                                      | Caudiès-de-Fenouillèdes             |                                           | 42° 47′ 52″ nord, 2° 23′ 27″ est  |                | |             | Image manquante Téléverser                                                |
| Église de la Nativité-de-Notre-Dame de Caudiès-de-Fenouillèdes            | Caudiès-de-Fenouillèdes             |                                           | 42° 48′ 48″ nord, 2° 22′ 33″ est  |                | |             | Image manquante Téléverser                                                |
| Église de la Transfiguration du Saint-Sauveur de Cerbère                  | Cerbère                             |                                           | 42° 26′ 26″ nord, 3° 09′ 56″ est  |                | |             | Église de la Transfiguration du Saint-Sauveur de Cerbère                  |
| Église Saint-Sauveur de Cerbère                                           | Cerbère                             |                                           | 42° 26′ 24″ nord, 3° 07′ 42″ est  |                | |             | Image manquante Téléverser                                                |
| Ermitage Saint-Ferréol                                                    | Céret                               |                                           | 42° 31′ 03″ nord, 2° 44′ 36″ est  |                | |             | Ermitage Saint-Ferréol                                                    |
| Ermitage Saint-Georges del Pla del Carner                                 | Céret                               |                                           | 42° 29′ 38″ nord, 2° 46′ 45″ est  |                | |             | Ermitage Saint-Georges del Pla del Carner                                 |
| Église Saint-Pierre de Céret                                              | Céret                               |                                           | 42° 29′ 07″ nord, 2° 44′ 53″ est  | « PA00103989 » | Classé MH | 1998        | Église Saint-Pierre de Céret                                              |
| Église Saint-Pierre-du-Vilar                                              | Claira                              |                                           | 42° 45′ 42″ nord, 2° 55′ 48″ est  | « IA00029722 » | |             | Église Saint-Pierre-du-Vilar                                              |
| Église Saint-Vincent de Claira                                            | Claira                              |                                           | 42° 45′ 35″ nord, 2° 57′ 24″ est  | « IA00029721 » | |             | Église Saint-Vincent de Claira                                            |
| Église Saint-Sylvestre de Villerach                                       | Clara-Villerach                     |                                           | 42° 35′ 40″ nord, 2° 27′ 16″ est  |                | |             | Église Saint-Sylvestre de Villerach                                       |
| Église Saint-Étienne de Pomers                                            | Clara-Villerach                     |                                           | 42° 34′ 54″ nord, 2° 27′ 16″ est  |                | |             | Image manquante Téléverser                                                |
| Église Saint-Martin de Clara                                              | Clara-Villerach                     |                                           | 42° 35′ 05″ nord, 2° 26′ 34″ est  |                | |             | Église Saint-Martin de Clara                                              |
| Église Saint-Félix de Codalet                                             | Codalet                             |                                           | 42° 36′ 36″ nord, 2° 24′ 57″ est  |                | |             | Église Saint-Félix de Codalet                                             |
| Église Saint-Jean de Dossorons                                            | Codalet                             |                                           | 42° 36′ 22″ nord, 2° 24′ 36″ est  |                | |             | Image manquante Téléverser                                                |
| Abbaye Saint-Michel de Cuxa                                               | Codalet                             |                                           | 42° 35′ 27″ nord, 2° 25′ 02″ est  | « PA00103995 » | Classé MH | 1958        | Abbaye Saint-Michel de Cuxa                                               |
| Église Notre-Dame-des-Anges de Collioure                                  | Collioure                           |                                           | 42° 31′ 40″ nord, 3° 05′ 11″ est  | « PA00104000 » | Classé MH Église et tour attenante qui lui sert de clocher | 1923        | Église Notre-Dame-des-Anges de Collioure                                  |
| Ancienne église des Dominicains de Collioure                              | Collioure                           |                                           | 42° 31′ 10″ nord, 3° 05′ 15″ est  | « PA00104001 » | Inscrit MH Église, vestiges du couvent | 2008        | Ancienne église des Dominicains de Collioure                              |
| Église Saint-Jean-Baptiste de Conat                                       | Conat                               |                                           | 42° 36′ 49″ nord, 2° 21′ 28″ est  | « PA00104005 » | Inscrit MH | 1985        | Église Saint-Jean-Baptiste de Conat                                       |
| Église Sainte-Croix de Conat                                              | Conat                               |                                           | 42° 36′ 38″ nord, 2° 22′ 31″ est  |                | |             | Image manquante Téléverser                                                |
| Église Sainte-Marguerite de Nabilles                                      | Conat                               |                                           | 42° 37′ 19″ nord, 2° 21′ 38″ est  |                | |             | Église Sainte-Marguerite de Nabilles                                      |
| Église Saint-Julien de Vallventosa                                        | Corbère                             |                                           | 42° 38′ 32″ nord, 2° 40′ 08″ est  |                | |             | Image manquante Téléverser                                                |
| Église Saint-Pierre de Corbère                                            | Corbère                             |                                           | 42° 39′ 12″ nord, 2° 39′ 46″ est  |                | |             | Église Saint-Pierre de Corbère                                            |
| Église Notre-Dame-de-la-Poire de Corbère-de-Dalt                          | Corbère                             |                                           | 42° 39′ 03″ nord, 2° 39′ 30″ est  |                | |             | Image manquante Téléverser                                                |
| Église Saint-Pierre del Bosc                                              | Corbère                             |                                           | 42° 38′ 50″ nord, 2° 39′ 34″ est  |                | |             | Image manquante Téléverser                                                |
| Église Sainte-Madeleine de Corbère-les-Cabanes                            | Corbère-les-Cabanes                 |                                           | 42° 39′ 30″ nord, 2° 40′ 39″ est  |                | |             | Église Sainte-Madeleine de Corbère-les-Cabanes                            |
| Église Sainte-Marie de Corneilla-de-Conflent                              | Corneilla-de-Conflent               |                                           | 42° 33′ 59″ nord, 2° 22′ 59″ est  | « PA00104007 » | Classé MH | 1840        | Église Sainte-Marie de Corneilla-de-Conflent                              |
| Église Saint-Clément de la Serra                                          | Corneilla-de-Conflent               |                                           | 42° 33′ 40″ nord, 2° 22′ 07″ est  |                | |             | Image manquante Téléverser                                                |
| Église Saint-Christophe de Corneilla-del-Vercol                           | Corneilla-del-Vercol                |                                           | 42° 37′ 32″ nord, 2° 57′ 02″ est  |                | |             | Église Saint-Christophe de Corneilla-del-Vercol                           |
| Église Saint-Martin de Corneilla-la-Rivière                               | Corneilla-la-Rivière                |                                           | 42° 41′ 50″ nord, 2° 43′ 48″ est  |                | |             | Église Saint-Martin de Corneilla-la-Rivière                               |
| Ancienne église Saint-Martin de Corsavy                                   | Corsavy                             |                                           | 42° 28′ 04″ nord, 2° 35′ 25″ est  | « PA00104008 » | Inscrit MH | 1964        | Ancienne église Saint-Martin de Corsavy                                   |
| Nouvelle église Saint-Martin de Corsavy                                   | Corsavy                             |                                           | 42° 27′ 59″ nord, 2° 34′ 48″ est  |                | |             | Nouvelle église Saint-Martin de Corsavy                                   |
| Église Saint-Michel de Villeroge                                          | Coustouges                          |                                           | 42° 21′ 30″ nord, 2° 36′ 45″ est  |                | |             | Église Saint-Michel de Villeroge                                          |
| Église Sainte-Marie de Coustouges                                         | Coustouges                          |                                           | 42° 22′ 04″ nord, 2° 39′ 02″ est  | « PA00104009 » | Classé MH | 1840        | Église Sainte-Marie de Coustouges                                         |
| Église Saint-Jean de Dorres                                               | Dorres                              |                                           | 42° 29′ 05″ nord, 1° 56′ 24″ est  |                | |             | Église Saint-Jean de Dorres                                               |
| Église Saint-Étienne d'Égat                                               | Égat                                |                                           | 42° 30′ 00″ nord, 2° 01′ 03″ est  |                | |             | Église Saint-Étienne d'Égat                                               |
| Cathédrale Sainte-Eulalie-et-Sainte-Julie d'Elne                          | Elne                                |                                           | 42° 35′ 57″ nord, 2° 58′ 20″ est  | « PA00104012 » | Classé MH Cloître ; Classé MH Église | 1840 ; 1875 | Cathédrale Sainte-Eulalie-et-Sainte-Julie d'Elne                          |
| Église Sainte-Eugénie de Tresmals                                         | Elne                                |                                           | 42° 35′ 10″ nord, 2° 59′ 51″ est  |                | |             | Église Sainte-Eugénie de Tresmals                                         |
| Église Saint-Martin de la Riba (Elne)                                     | Elne                                |                                           | à géolocaliser                    |                | |             | Image manquante Téléverser                                                |
| Église Sainte-Marie de Mossellons                                         | Elne                                |                                           | 42° 37′ 41″ nord, 2° 05′ 11″ est  |                | |             | Image manquante Téléverser                                                |
| Ancienne église Saint-Jacques d'Elne                                      | Elne                                | devenu une boulangerie                    | 42° 35′ 59″ nord, 2° 58′ 24″ est  |                | |             | Ancienne église Saint-Jacques d'Elne                                      |
| Église Saint-Saturnin d'Enveitg                                           | Enveitg                             |                                           | 42° 27′ 35″ nord, 1° 54′ 58″ est  | « PA00104018 » | Classé MH Fenêtre romane de l'abside | 1936        | Église Saint-Saturnin d'Enveitg                                           |
| Église Saint-Génis d'Err                                                  | Err                                 |                                           | 42° 26′ 29″ nord, 2° 01′ 58″ est  | « PA00104019 » | Inscrit MH Église, ancien cimetière et chapelle de la Vierge | 1993        | Église Saint-Génis d'Err                                                  |
| Église Saint-Martin d'Escaro                                              | Escaro                              |                                           | 42° 32′ 13″ nord, 2° 19′ 02″ est  |                | |             | Église Saint-Martin d'Escaro                                              |
| Église Sainte-Marie d'Escaro                                              | Escaro                              |                                           | 42° 32′ 17″ nord, 2° 18′ 56″ est  |                | |             | Image manquante Téléverser                                                |
| Église Sainte-Marie d'Espira-de-Conflent                                  | Espira-de-Conflent                  |                                           | 42° 37′ 04″ nord, 2° 29′ 54″ est  | « PA00104021 » | Classé MH | 1912        | Église Sainte-Marie d'Espira-de-Conflent                                  |
| Église Saint-Étienne du Prat                                              | Espira-de-Conflent                  |                                           | 42° 36′ 47″ nord, 2° 29′ 54″ est  |                | |             | Image manquante Téléverser                                                |
| Église Sainte-Marie d'Espira-de-l'Agly                                    | Espira-de-l'Agly                    |                                           | 42° 46′ 43″ nord, 2° 50′ 10″ est  | « PA00104020 » | Classé MH | 1886        | Église Sainte-Marie d'Espira-de-l'Agly                                    |
| Église Saint-Vincent d'Estagel                                            | Estagel                             |                                           | 42° 46′ 26″ nord, 2° 42′ 17″ est  |                | |             | Église Saint-Vincent d'Estagel                                            |
| Église Saint-Étienne-et-Saint-Vincent d'Estagel                           | Estagel                             |                                           | 42° 46′ 24″ nord, 2° 41′ 56″ est  | « PA00104023 » | Inscrit MH | 1926        | Église Saint-Étienne-et-Saint-Vincent d'Estagel                           |
| Église Saint-Barthélemy de Bajanda                                        | Estavar                             |                                           | 42° 46′ 24″ nord, 2° 00′ 37″ est  |                | |             | Église Saint-Barthélemy de Bajanda                                        |
| Église Saint-Julien d'Estavar                                             | Estavar                             |                                           | 42° 28′ 05″ nord, 1° 59′ 47″ est  | « PA00104024 » | Classé MH | 1931        | Église Saint-Julien d'Estavar                                             |
| Église Saint-Jean de Seners                                               | Estoher                             |                                           | 42° 35′ 30″ nord, 2° 28′ 27″ est  |                | |             | Image manquante Téléverser                                                |
| Église Saint-Étienne d'Estoher                                            | Estoher                             |                                           | 42° 36′ 05″ nord, 2° 29′ 10″ est  |                | |             | Église Saint-Étienne d'Estoher                                            |
| Église Saint-Vincent-d'En-Haut d'Eus                                      | Eus                                 |                                           | 42° 38′ 40″ nord, 2° 27′ 26″ est  | « PA00104183 » | Inscrit MH | 1990        | Église Saint-Vincent-d'En-Haut d'Eus                                      |
| Église Saint-Étienne de Comes                                             | Eus                                 |                                           | 42° 39′ 36″ nord, 2° 26′ 12″ est  |                | |             | Église Saint-Étienne de Comes                                             |
| Église Saint-Michel d'Eyne                                                | Eyne                                | (clocher reconstruit sur le presbytère)   | 42° 28′ 25″ nord, 2° 04′ 51″ est  |                | |             | Église Saint-Michel d'Eyne                                                |
| Église Saint-Julien des Albas                                             | Feilluns                            |                                           | 42° 45′ 10″ nord, 2° 29′ 40″ est  |                | |             | Image manquante Téléverser                                                |
| Église Sainte-Marie de Feilluns                                           | Feilluns                            |                                           | 42° 45′ 40″ nord, 2° 29′ 00″ est  |                | |             | Image manquante Téléverser                                                |
| Église Saint-Pierre de Fenouillet                                         | Fenouillet                          |                                           | 42° 47′ 38″ nord, 2° 22′ 50″ est  |                | |             | Église Saint-Pierre de Fenouillet                                         |
| Église Saint-André de la Vilasse                                          | Fenouillet                          | hameau de la Vilasse                      | à géolocaliser                    |                | |             | Église Saint-André de la Vilasse                                          |
| Église Saint-Félix de Fillols                                             | Fillols                             |                                           | 42° 33′ 41″ nord, 2° 24′ 31″ est  | « PA00104026 » | Classé MH | 1941        | Église Saint-Félix de Fillols                                             |
| Église Saint-Pierre de Fillols                                            | Fillols                             |                                           | 42° 33′ 49″ nord, 2° 24′ 29″ est  | « PA00104027 » | Inscrit MH Vestiges | 1943        | Église Saint-Pierre de Fillols                                            |
| Église Sainte-Colombe de Finestret                                        | Finestret                           |                                           | 42° 36′ 56″ nord, 2° 30′ 42″ est  |                | |             | Église Sainte-Colombe de Finestret                                        |
| Ermitage Notre-Dame de Font-Romeu                                         | Font-Romeu-Odeillo-Via              |                                           | 42° 30′ 45″ nord, 2° 02′ 46″ est  | « PA66000006 » | Inscrit MH Façades et toitures des bâtiments de l'ermitage ; chapelle avec le décor du camaril et le retable du maître-autel                                                 | 1999        | Ermitage Notre-Dame de Font-Romeu                                         |
| Église Saint-Martin d'Odeillo                                             | Font-Romeu-Odeillo-Via              |                                           | 42° 29′ 51″ nord, 2° 02′ 02″ est  | « PA00104055 » | Classé MH Porte, avec ses vantaux et pentures | 1910        | Église Saint-Martin d'Odeillo                                             |
| Église Sainte-Colombe de Vià                                              | Font-Romeu-Odeillo-Via              |                                           | 42° 29′ 26″ nord, 2° 02′ 20″ est  | « PA00104056 » | Inscrit MH | 1964        | Église Sainte-Colombe de Vià                                              |
| Église du Christ-Roi de Font-Romeu                                        | Font-Romeu-Odeillo-Via              |                                           | 42° 30′ 17″ nord, 2° 02′ 19″ est  |                | |             | Image manquante Téléverser                                                |
| Église Sainte-Marie de Fontpédrouse                                       | Fontpédrouse                        |                                           | 42° 30′ 40″ nord, 2° 10′ 41″ est  |                | |             | Église Sainte-Marie de Fontpédrouse                                       |
| Église de la Trinité de Prats-Balaguer                                    | Fontpédrouse                        |                                           | 42° 29′ 58″ nord, 2° 10′ 24″ est  |                | |             | Église de la Trinité de Prats-Balaguer                                    |
| Église Saint-Sébastien de Fontrabiouse                                    | Fontrabiouse                        |                                           | 42° 38′ 11″ nord, 2° 05′ 52″ est  |                | |             | Église Saint-Sébastien de Fontrabiouse                                    |
| Église de la Nativité-de-Notre-Dame d'Esposolla                           | Fontrabiouse                        |                                           | 42° 37′ 26″ nord, 2° 05′ 46″ est  |                | |             | Église de la Nativité-de-Notre-Dame d'Esposolla                           |
| Église Sainte-Nativité-Notre-Dame de Formiguères                          | Formiguères                         |                                           | 42° 36′ 51″ nord, 2° 06′ 11″ est  | « PA00104029 » | Classé MH Façade | 1913        | Église Sainte-Nativité-Notre-Dame de Formiguères                          |
| Église Saint-Ascicle-Sainte-Victoire de Fosse                             | Fosse                               |                                           | 42° 47′ 18″ nord, 2° 25′ 54″ est  |                | |             | Église Saint-Ascicle-Sainte-Victoire de Fosse                             |
| Église Saint-Vincent de Fourques                                          | Fourques                            |                                           | 42° 35′ 07″ nord, 2° 47′ 14″ est  | « PA00104030 » | Inscrit MH Vestiges | 1982        | Église Saint-Vincent de Fourques                                          |
| Église Saint-Martin de Fourques                                           | Fourques                            |                                           | 42° 34′ 49″ nord, 2° 46′ 44″ est  |                | |             | Église Saint-Martin de Fourques                                           |
| Église Saint-Jean-Baptiste de Fuilla                                      | Fuilla                              |                                           | 42° 33′ 21″ nord, 2° 21′ 55″ est  |                | |             | Église Saint-Jean-Baptiste de Fuilla                                      |
| Église Sainte-Eulalie de Fuilla                                           | Fuilla                              |                                           | 42° 34′ 03″ nord, 2° 21′ 26″ est  | « PA00104032 » | Classé MH | 1965        | Église Sainte-Eulalie de Fuilla                                           |
| Église Saint-Barthélémy de La Bulella                                     | Fuilla                              |                                           | 42° 33′ 12″ nord, 2° 21′ 54″ est  |                | |             | Image manquante Téléverser                                                |
| Église Notre-Dame-de-Vie de Fuilla                                        | Fuilla                              |                                           | 42° 34′ 33″ nord, 2° 21′ 12″ est  |                | |             | Image manquante Téléverser                                                |
| Église Saint-Clément de la Serra                                          | Fuilla                              |                                           | 42° 33′ 26″ nord, 2° 22′ 07″ est  |                | |             | Image manquante Téléverser                                                |
| Église Saint-Étienne de Sofrunys                                          | Glorianes                           |                                           | 42° 36′ 47″ nord, 2° 32′ 49″ est  |                | |             | Image manquante Téléverser                                                |
| Église Saint-Étienne de Glorianes                                         | Glorianes                           |                                           | 42° 35′ 22″ nord, 2° 33′ 16″ est  |                | |             | Église Saint-Étienne de Glorianes                                         |
| Église Saint-Sauveur de Casesnoves                                        | Ille-sur-Têt                        |                                           | 42° 40′ 06″ nord, 2° 35′ 46″ est  | « PA00104033 » | Inscrit MH | 1955        | Église Saint-Sauveur de Casesnoves                                        |
| Église Saint-Clément de Reglella                                          | Ille-sur-Têt                        |                                           | 42° 41′ 25″ nord, 2° 37′ 48″ est  | « PA00125501 » | Inscrit MH | 1993        | Église Saint-Clément de Reglella                                          |
| Église Sainte-Marie-la-Rodona                                             | Ille-sur-Têt                        |                                           | 42° 40′ 23″ nord, 2° 37′ 17″ est  | « PA00104038 » | Classé MH | 1986        | Église Sainte-Marie-la-Rodona                                             |
| Église des Carmes d'Ille-sur-Têt                                          | Ille-sur-Têt                        |                                           | 42° 40′ 20″ nord, 2° 37′ 13″ est  | « PA00104036 » | Classé MH | 1984        | Église des Carmes d'Ille-sur-Têt                                          |
| Ermitage Saint-Maurice de Greulera                                        | Ille-sur-Têt                        |                                           | 42° 38′ 53″ nord, 2° 38′ 59″ est  | « PA00104034 » | Inscrit MH | 1927        | Ermitage Saint-Maurice de Greulera                                        |
| Église Saint-Étienne d'Ille-sur-Têt                                       | Ille-sur-Têt                        |                                           | 42° 40′ 20″ nord, 2° 37′ 10″ est  | « PA00104037 » | Classé MH | 1998        | Église Saint-Étienne d'Ille-sur-Têt                                       |
| Église de l'Hôpital Saint-Jacques dit aussi Hospici d'Illa d'Ille-sur-Têt | Ille-sur-Têt                        |                                           | 42° 40′ 22″ nord, 2° 37′ 16″ est  |                | |             | Église de l'Hôpital Saint-Jacques dit aussi Hospici d'Illa d'Ille-sur-Têt |
| Ancienne église Sainte-Croix d'Ille-sur-Têt                               | Ille-sur-Têt                        |                                           | 42° 40′ 18″ nord, 2° 37′ 10″ est  |                | |             | Ancienne église Sainte-Croix d'Ille-sur-Têt                               |
| Ancienne église Sainte-Marie d'Ille-sur-Têt                               | Ille-sur-Têt                        | L'église a été transformée en maison      | 42° 39′ 45″ nord, 2° 36′ 03″ est  |                | |             | Ancienne église Sainte-Marie d'Ille-sur-Têt                               |
| Ancienne église Saint-Martin de Joch                                      | Joch                                |                                           | 42° 37′ 04″ nord, 2° 31′ 19″ est  |                | |             | Ancienne église Saint-Martin de Joch                                      |
| Église Saint-Martin de Joch                                               | Joch                                |                                           | 42° 37′ 02″ nord, 2° 31′ 30″ est  |                | |             | Église Saint-Martin de Joch                                               |
| Église Saint-Julien-et-Sainte-Basilisse de Jujols                         | Jujols                              |                                           | 42° 34′ 08″ nord, 2° 17′ 41″ est  | « PA00104042 » | Inscrit MH | 1967        | Église Saint-Julien-et-Sainte-Basilisse de Jujols                         |
| Église Sainte-Colombe du château                                          | Jujols                              |                                           | 42° 34′ 09″ nord, 2° 17′ 13″ est  |                | |             | Image manquante Téléverser                                                |
| Église Saint-Marcel de Flassa                                             | Jujols                              |                                           | à géolocaliser                    |                | |             | Image manquante Téléverser                                                |
| Église Saint-Jean de l'Albère                                             | L'Albère                            |                                           | 42° 28′ 59″ nord, 2° 53′ 37″ est  |                | |             | Église Saint-Jean de l'Albère                                             |
| Église Saint-Martin de l'Albère                                           | L'Albère                            |                                           | 42° 27′ 53″ nord, 2° 54′ 38″ est  |                | |             | Église Saint-Martin de l'Albère                                           |
| Église Saint-Michel de La Bastide                                         | La Bastide                          |                                           | 42° 32′ 50″ nord, 2° 35′ 19″ est  |                | |             | Église Saint-Michel de La Bastide                                         |
| Église Notre-Dame-de-l'Assomption de La Cabanasse                         | La Cabanasse                        |                                           | 42° 30′ 01″ nord, 2° 06′ 50″ est  |                | |             | Église Notre-Dame-de-l'Assomption de La Cabanasse                         |
| Église Saint-Vincent de La Llagonne                                       | La Llagonne                         |                                           | 42° 31′ 35″ nord, 2° 07′ 18″ est  | « PA66000019 » | Inscrit MH | 2010        | Église Saint-Vincent de La Llagonne                                       |
| Église Saint-Valentin d'Espona                                            | La Llagonne                         |                                           | à géolocaliser                    |                | |             | Image manquante Téléverser                                                |
| Église Saint-Sauveur de Lamanère                                          | Lamanère                            |                                           | 42° 21′ 37″ nord, 2° 31′ 11″ est  |                | |             | Église Saint-Sauveur de Lamanère                                          |
| Église Sainte-Christine de Lamanère                                       | Lamanère                            |                                           | 42° 21′ 15″ nord, 2° 31′ 48″ est  |                | |             | Église Sainte-Christine de Lamanère                                       |
| Église Saint-Just de Lansac                                               | Lansac                              |                                           | 42° 45′ 58″ nord, 2° 33′ 41″ est  |                | |             | Église Saint-Just de Lansac                                               |
| Église Saint-Félix-et-Saint-Blaise de Laroque-des-Albères                 | Laroque-des-Albères                 |                                           | 42° 31′ 13″ nord, 2° 56′ 01″ est  |                | |             | Église Saint-Félix-et-Saint-Blaise de Laroque-des-Albères                 |
| Église Saint-Laurent de Laroque-des-Albères                               | Laroque-des-Albères                 |                                           | 42° 31′ 27″ nord, 2° 56′ 20″ est  |                | |             | Image manquante Téléverser                                                |
| Église Saint-Jacques-le-Majeur de Latour-Bas-Elne                         | Latour-Bas-Elne                     |                                           | 42° 36′ 21″ nord, 23° 00′ 05″ est |                | |             | Église Saint-Jacques-le-Majeur de Latour-Bas-Elne                         |
| Église Saint-Fructueux d'Iravals                                          | Latour-de-Carol                     |                                           | 42° 27′ 36″ nord, 1° 53′ 38″ est  | « PA00104043 » | Classé MH | 1963        | Église Saint-Fructueux d'Iravals                                          |
| Église Saint-Étienne de Latour-de-Carol                                   | Latour-de-Carol                     |                                           | 42° 27′ 50″ nord, 1° 53′ 29″ est  |                | |             | Église Saint-Étienne de Latour-de-Carol                                   |
| Église Notre-Dame-de-l'Assomption de Latour-de-France                     | Latour-de-France                    |                                           | 42° 46′ 08″ nord, 2° 39′ 09″ est  |                | |             | Image manquante Téléverser                                                |
| Église Notre-Dame-de-l'Assomption du Barcarès                             | Le Barcarès                         |                                           | 42° 47′ 15″ nord, 3° 02′ 12″ est  |                | |             | Église Notre-Dame-de-l'Assomption du Barcarès                             |
| Église Sainte-Marguerite de Molas                                         | Le Boulou                           |                                           | 42° 30′ 54″ nord, 2° 51′ 14″ est  |                | |             | Église Sainte-Marguerite de Molas                                         |
| Église Sainte-Marie du Boulou                                             | Le Boulou                           |                                           | 42° 31′ 27″ nord, 2° 50′ 05″ est  | « PA00103970 » | Classé MH Porche ; Classé MH Portail | 1910 ; 1938 | Église Sainte-Marie du Boulou                                             |
| Église Sainte-Marie de Panissars                                          | Le Perthus                          |                                           | 42° 27′ 18″ nord, 2° 51′ 15″ est  |                | |             | Église Sainte-Marie de Panissars                                          |
| Église Saint-Louis Roi du Perthus                                         | Le Perthus                          |                                           | 42° 27′ 55″ nord, 2° 51′ 43″ est  |                | |             | Église Saint-Louis Roi du Perthus                                         |
| Église Sainte-Marie de l'Eula                                             | Le Soler                            |                                           | 42° 39′ 47″ nord, 2° 47′ 27″ est  |                | |             | Image manquante Téléverser                                                |
| Église Saint-Julien-et-Sainte-Baselisse du Soler                          | Le Soler                            |                                           | 42° 41′ 00″ nord, 2° 47′ 39″ est  |                | |             | Église Saint-Julien-et-Sainte-Baselisse du Soler                          |
| Ermitage Saint-Guillem de Combret                                         | Le Tech                             |                                           | 42° 27′ 12″ nord, 2° 29′ 48″ est  | « PA66000026 » | Inscrit MH La chapelle de l'ermitage, en totalité | 2009        | Ermitage Saint-Guillem de Combret                                         |
| Église Sainte-Cécile de Cos                                               | Le Tech                             |                                           | 42° 25′ 00″ nord, 2° 33′ 33″ est  |                | |             | Église Sainte-Cécile de Cos                                               |
| Église Saint-Côme-et-Saint-Damien de La Llau                              | Le Tech                             |                                           | 42° 26′ 23″ nord, 2° 30′ 53″ est  |                | |             | Image manquante Téléverser                                                |
| Église Notre-Dame-de-l'Assomption du Tech                                 | Le Tech                             |                                           | 42° 24′ 38″ nord, 2° 32′ 35″ est  |                | |             | Église Notre-Dame-de-l'Assomption du Tech                                 |
| Église Sainte-Eulalie du Vivier                                           | Le Vivier                           |                                           | 42° 46′ 11″ nord, 2° 27′ 36″ est  |                | |             | Église Sainte-Eulalie du Vivier                                           |
| Église Saint-Michel des Angles                                            | Les Angles                          |                                           | 42° 34′ 36″ nord, 2° 04′ 28″ est  |                | |             | Église Saint-Michel des Angles                                            |
| Église Saint-Sauveur des Angles                                           | Les Angles                          |                                           | 42° 34′ 58″ nord, 2° 04′ 42″ est  |                | |             | Église Saint-Sauveur des Angles                                           |
| Église Sainte-Marie de Vallsera                                           | Les Angles                          |                                           | 42° 35′ 51″ nord, 2° 04′ 17″ est  |                | |             | Église Sainte-Marie de Vallsera                                           |
| Église Sainte-Marie de La Cluse-Haute                                     | Les Cluses                          |                                           | 42° 28′ 56″ nord, 2° 50′ 36″ est  | « PA00103993 » | Classé MH | 1974        | Église Sainte-Marie de La Cluse-Haute                                     |
| Église Saint-Pierre de Laner                                              | Les Cluses                          |                                           | 42° 29′ 50″ nord, 2° 50′ 47″ est  |                | |             | Église Saint-Pierre de Laner                                              |
| Église Saint-Pierre de Sureda                                             | Les Cluses                          |                                           | 42° 29′ 19″ nord, 2° 49′ 58″ est  |                | |             | Image manquante Téléverser                                                |
| Église Saint-Roch de Lesquerde                                            | Lesquerde                           |                                           | 42° 47′ 54″ nord, 2° 31′ 58″ est  |                | |             | Église Saint-Roch de Lesquerde                                            |
| Église Saint-Martin de Llauro                                             | Llauro                              |                                           | 42° 32′ 59″ nord, 2° 44′ 32″ est  |                | |             | Église Saint-Martin de Llauro                                             |
| Église Saint-Fructueux de Llo                                             | Llo                                 |                                           | 42° 27′ 16″ nord, 2° 03′ 38″ est  | « PA00104044 » | Classé MH | 1932        | Église Saint-Fructueux de Llo                                             |
| Église Saint-Thomas de Llupia                                             | Llupia                              |                                           | 42° 37′ 11″ nord, 2° 46′ 11″ est  |                | |             | Église Saint-Thomas de Llupia                                             |
| Église Sainte-Marie de Vilarmila                                          | Llupia                              |                                           | 42° 37′ 23″ nord, 2° 47′ 38″ est  |                | |             | Église Sainte-Marie de Vilarmila                                          |
| Église de la Nativité-de-Notre-Dame de Los Masos                          | Los Masos                           |                                           | 42° 37′ 18″ nord, 2° 27′ 36″ est  |                | |             | Église de la Nativité-de-Notre-Dame de Los Masos                          |
| Église Saint-Just-et-Saint-Pasteur de Llonat                              | Los Masos                           |                                           | 42° 37′ 18″ nord, 2° 27′ 41″ est  |                | |             | Image manquante Téléverser                                                |
| Église Sainte-Julie d'Avellanet                                           | Los Masos                           |                                           | 42° 36′ 53″ nord, 2° 26′ 57″ est  |                | |             | Image manquante Téléverser                                                |
| Église Saint-Vincent de Mantet                                            | Mantet                              |                                           | 42° 28′ 46″ nord, 2° 18′ 27″ est  |                | |             | Église Saint-Vincent de Mantet                                            |
| Église Sainte-Eulalie de Marquixanes                                      | Marquixanes                         |                                           | 42° 38′ 34″ nord, 2° 29′ 07″ est  |                | |             | Église Sainte-Eulalie de Marquixanes                                      |
| Église Saint-Pierre de Matemale                                           | Matemale                            |                                           | 42° 35′ 15″ nord, 2° 07′ 03″ est  |                | |             | Église Saint-Pierre de Matemale                                           |
| Église Notre-Dame du Remède                                               | Maureillas-las-Illas                |                                           | 42° 26′ 15″ nord, 2° 47′ 10″ est  |                | |             | Église Notre-Dame du Remède                                               |
| Église Saint-Michel de Riunoguès                                          | Maureillas-las-Illas                |                                           | 42° 27′ 44″ nord, 2° 49′ 11″ est  | « PA00104046 » | Classé MH | 1989        | Église Saint-Michel de Riunoguès                                          |
| Église Saint-Jean de Moranells                                            | Maureillas-las-Illas                |                                           | 42° 29′ 07″ nord, 2° 47′ 35″ est  |                | |             | Image manquante Téléverser                                                |
| Église Saint-Étienne de Maureillas                                        | Maureillas-las-Illas                |                                           | 42° 29′ 24″ nord, 2° 48′ 23″ est  |                | |             | Église Saint-Étienne de Maureillas                                        |
| Église Saint-Brice de Maury                                               | Maury                               |                                           | 42° 48′ 41″ nord, 2° 35′ 36″ est  |                | |             | Image manquante Téléverser                                                |
| Église Sainte-Eulalie de Millas                                           | Millas                              |                                           | 42° 41′ 31″ nord, 2° 41′ 48″ est  | « PA00104047 » | Inscrit MH | 1965        | Église Sainte-Eulalie de Millas                                           |
| Église Sainte-Marie de Molitg                                             | Molitg-les-Bains                    |                                           | 42° 39′ 12″ nord, 2° 23′ 16″ est  |                | |             | Église Sainte-Marie de Molitg                                             |
| Église Saint-Louis de Mont-Louis                                          | Mont-Louis                          |                                           | 42° 30′ 31″ nord, 2° 07′ 20″ est  | « PA66000028 » | Inscrit MH | 2010        | Église Saint-Louis de Mont-Louis                                          |
| Église Saint-Louis de la citadelle de Mont-Louis                          | Mont-Louis                          |                                           | à géolocaliser                    |                | |             | Image manquante Téléverser                                                |
| Église Notre-Dame-de-l'Assomption de Montalba-le-Château                  | Montalba-le-Château                 |                                           | à géolocaliser                    |                | |             | Église Notre-Dame-de-l'Assomption de Montalba-le-Château                  |
| Église Sainte-Marie de Montalba-le-Château                                | Montalba-le-Château                 | située extra-muros au nord-est du village | 42° 41′ 56″ nord, 2° 33′ 48″ est  |                | |             | Église Sainte-Marie de Montalba-le-Château                                |
| Église Saint-Amans de Montauriol                                          | Montauriol                          |                                           | 42° 34′ 29″ nord, 2° 42′ 02″ est  |                | |             | Église Saint-Amans de Montauriol                                          |
| Église Saint-Saturnin de Montauriol                                       | Montauriol                          |                                           | 42° 34′ 21″ nord, 2° 43′ 31″ est  | « PA00104049 » | Classé MH | 1984        | Église Saint-Saturnin de Montauriol                                       |
| Église Saint-Michel de Montauriol                                         | Montauriol                          |                                           | 42° 33′ 41″ nord, 2° 42′ 11″ est  |                | |             | Église Saint-Michel de Montauriol                                         |
| Église Sainte-Marie de Montauriol                                         | Montauriol                          |                                           | 42° 33′ 55″ nord, 2° 42′ 38″ est  |                | |             | Église Sainte-Marie de Montauriol                                         |
| Église Saint-André de Montbolo                                            | Montbolo                            |                                           | 42° 29′ 06″ nord, 2° 39′ 17″ est  | « PA00125502 » | Inscrit MH | 1993        | Église Saint-André de Montbolo                                            |
| Église Sainte-Marie de Montescot                                          | Montbolo                            |                                           | 42° 36′ 26″ nord, 2° 55′ 57″ est  |                | |             | Église Sainte-Marie de Montescot                                          |
| Église Saint-Saturnin de Montesquieu-des-Albères                          | Montesquieu-des-Albères             |                                           | 42° 31′ 13″ nord, 2° 52′ 47″ est  | « PA00104051 » | Inscrit MH | 1984        | Église Saint-Saturnin de Montesquieu-des-Albères                          |
| Église Saint-Christophe de Montesquieu-des-Albères                        | Montesquieu-des-Albères             |                                           | 42° 29′ 31″ nord, 2° 53′ 27″ est  |                | |             | Image manquante Téléverser                                                |
| Église Saint-Luc de Montferrer                                            | Montferrer                          |                                           | 42° 26′ 16″ nord, 2° 34′ 05″ est  |                | |             | Image manquante Téléverser                                                |
| Église Sainte-Marie de Montferrer                                         | Montferrer                          |                                           | 42° 26′ 16″ nord, 2° 34′ 04″ est  | « PA00104050 » | Classé MH | 1922        | Église Sainte-Marie de Montferrer                                         |
| Église Saint-Jacques de Montner                                           | Montner                             |                                           | 42° 44′ 57″ nord, 2° 40′ 34″ est  | « PA00125503 » | Inscrit MH Massif occidental, à savoir la façade, le porche et le clocher | 1993        | Église Saint-Jacques de Montner                                           |
| Église Sainte-Eugénie de Montner                                          | Montner                             |                                           | 42° 44′ 58″ nord, 2° 41′ 03″ est  |                | |             | Image manquante Téléverser                                                |
| Ermitage Notre-Dame de Força Real                                         | Montner                             |                                           | 42° 43′ 39″ nord, 2° 41′ 50″ est  |                | |             | Ermitage Notre-Dame de Força Real                                         |
| Église Saint-Julien-le-Vieux de Mosset                                    | Mosset                              |                                           | 42° 39′ 39″ nord, 2° 21′ 47″ est  |                | |             | Église Saint-Julien-le-Vieux de Mosset                                    |
| Église Saint-Julien-et-Sainte-Basilisse de Mosset                         | Mosset                              |                                           | 42° 40′ 03″ nord, 2° 20′ 54″ est  |                | |             | Église Saint-Julien-et-Sainte-Basilisse de Mosset                         |
| Église Sainte-Marie de Vedrinyans                                         | Mosset                              |                                           | 42° 40′ 03″ nord, 2° 21′ 04″ est  |                | |             | Église Sainte-Marie de Vedrinyans                                         |
| Église Saint-Étienne de Breses                                            | Mosset                              |                                           | 42° 39′ 14″ nord, 2° 22′ 01″ est  |                | |             | Église Saint-Étienne de Breses                                            |
| Église Saint-Jacques de Nahuja                                            | Nahuja                              |                                           | 42° 25′ 30″ nord, 1° 59′ 37″ est  |                | |             | Église Saint-Jacques de Nahuja                                            |
| Église Sainte-Marie de Néfiach                                            | Néfiach                             |                                           | 42° 41′ 39″ nord, 2° 39′ 59″ est  |                | |             | Église Sainte-Marie de Néfiach                                            |
| Église Saint-Martin de Nohèdes                                            | Nohèdes                             |                                           | 42° 37′ 23″ nord, 2° 17′ 24″ est  |                | |             | Église Saint-Martin de Nohèdes                                            |
| Église Saint-Jacques de Nyer                                              | Nyer                                |                                           | 42° 31′ 58″ nord, 2° 16′ 33″ est  | « PA00104054 » | Inscrit MH | 1965        | Église Saint-Jacques de Nyer                                              |
| Église Saint-Just-et-Saint-Pasteur d'En                                   | Nyer                                |                                           | 42° 32′ 06″ nord, 2° 15′ 58″ est  | « PA66000040 » | Inscrit MH | 2012        | Église Saint-Just-et-Saint-Pasteur d'En                                   |
| Église Notre-Dame-de-la-Roca                                              | Nyer                                |                                           | 42° 31′ 36″ nord, 2° 16′ 50″ est  |                | |             | Église Notre-Dame-de-la-Roca                                              |
| Église Notre-Dame-de-Lourdes de Thuès-les-Bains                           | Nyer                                |                                           | 42° 31′ 45″ nord, 2° 14′ 53″ est  |                | |             | Image manquante Téléverser                                                |
| Église Saint-André d'Évol                                                 | Olette                              |                                           | 42° 34′ 14″ nord, 2° 15′ 14″ est  | « PA00104059 » | Classé MH | 1943        | Église Saint-André d'Évol                                                 |
| Église Saint-André d'Olette                                               | Olette                              |                                           | 42° 33′ 19″ nord, 2° 16′ 16″ est  |                | |             | Église Saint-André d'Olette                                               |
| Église Saint-Jean-Baptiste de la bastide d'Olette                         | Olette                              |                                           | 42° 33′ 34″ nord, 2° 12′ 24″ est  |                | |             | Image manquante Téléverser                                                |
| Église Saint-Jean d'Oms                                                   | Oms                                 |                                           | 42° 32′ 37″ nord, 2° 41′ 49″ est  | « PA00104060 » | Inscrit MH | 1964        | Église Saint-Jean d'Oms                                                   |
| Ancienne église Saint-Laurent d'Opoul                                     | Opoul-Périllos                      |                                           | 42° 52′ 35″ nord, 2° 51′ 43″ est  |                | |             | Ancienne église Saint-Laurent d'Opoul                                     |
| Église Saint-Michel de Périllos                                           | Opoul-Périllos                      |                                           | 42° 53′ 49″ nord, 2° 50′ 48″ est  |                | |             | Église Saint-Michel de Périllos                                           |
| Église Saint-Laurent d'Opoul                                              | Opoul-Périllos                      |                                           | 42° 52′ 13″ nord, 2° 52′ 23″ est  |                | |             | Église Saint-Laurent d'Opoul                                              |
| Église Sainte-Cécile de Salra                                             | Oreilla                             |                                           | 42° 33′ 47″ nord, 2° 14′ 49″ est  |                | |             | Image manquante Téléverser                                                |
| Église Sainte-Marie d'Oreilla                                             | Oreilla                             |                                           | 42° 33′ 36″ nord, 2° 15′ 18″ est  |                | |             | Église Sainte-Marie d'Oreilla                                             |
| Église Saint-Just-et-Saint-Pasteur de Guixà                               | Oreilla                             |                                           | à géolocaliser                    |                | |             | Image manquante Téléverser                                                |
| Église Sainte-Eugénie d'Ortaffa                                           | Ortaffa                             |                                           | 42° 34′ 51″ nord, 2° 55′ 36″ est  | « PA00104061 » | Inscrit MH Extérieur de l'abside | 1964        | Église Sainte-Eugénie d'Ortaffa                                           |
| Église Saint-Pierre d'Osséja                                              | Osséja                              |                                           | 42° 24′ 54″ nord, 1° 58′ 53″ est  | « PA00104062 » | Inscrit MH Abside | 1964        | Église Saint-Pierre d'Osséja                                              |
| Église Sainte-Marie de Palau-de-Cerdagne                                  | Palau-de-Cerdagne                   |                                           | 42° 24′ 55″ nord, 1° 58′ 02″ est  |                | |             | Église Sainte-Marie de Palau-de-Cerdagne                                  |
| Église Saint-Pierre de Vilaclara                                          | Palau-del-Vidre                     |                                           | 42° 33′ 42″ nord, 2° 56′ 58″ est  |                | |             | Église Saint-Pierre de Vilaclara                                          |
| Église Saint-Sébastien de Palau-del-Vidre                                 | Palau-del-Vidre                     |                                           | 42° 34′ 19″ nord, 2° 57′ 37″ est  |                | |             | Église Saint-Sébastien de Palau-del-Vidre                                 |
| Église Saint-Pierre de Passa                                              | Passa                               |                                           | 42° 34′ 43″ nord, 2° 48′ 40″ est  |                | |             | Église Saint-Pierre de Passa                                              |
| Église Saint-Estève des Vignes                                            | Passa                               |                                           | 42° 33′ 05″ nord, 2° 47′ 59″ est  |                | |             | Image manquante Téléverser                                                |
| Cathédrale Saint-Jean-Baptiste de Perpignan                               | Perpignan                           |                                           | 42° 42′ 02″ nord, 2° 53′ 49″ est  | « PA00104067 » | Classé MH | 1906        | Cathédrale Saint-Jean-Baptiste de Perpignan                               |
| Église Saint-Christophe du Vernet                                         | Perpignan                           |                                           | 42° 43′ 16″ nord, 2° 53′ 08″ est  |                | |             | Église Saint-Christophe du Vernet                                         |
| Église Saint-Jacques de Perpignan                                         | Perpignan                           |                                           | 42° 41′ 55″ nord, 2° 54′ 10″ est  | « PA00104075 » | Classé MH | 1987        | Église Saint-Jacques de Perpignan                                         |
| Église Saint-Jean le Vieux de Perpignan                                   | Perpignan                           |                                           | 42° 42′ 02″ nord, 2° 53′ 50″ est  | « PA00104076 » | Classé MH Porte, clocher et nef méridionale ; Inscrit MH Église, sauf parties déjà classées                                                                                  | 1840 ; 1956 | Église Saint-Jean le Vieux de Perpignan                                   |
| Église Saint-Étienne d'Orla                                               | Perpignan                           |                                           | 42° 40′ 42″ nord, 2° 51′ 06″ est  |                | |             | Église Saint-Étienne d'Orla                                               |
| Église Sainte-Marie-et-Saint-Pierre de Château-Roussillon                 | Perpignan                           |                                           | 42° 42′ 39″ nord, 2° 56′ 48″ est  | « PA66000038 » | Inscrit MH | 2012        | Église Sainte-Marie-et-Saint-Pierre de Château-Roussillon                 |
| Église des Carmes de Perpignan                                            | Perpignan                           |                                           | 42° 41′ 47″ nord, 2° 54′ 02″ est  | « PA00104073 » | Classé MH Église ; Classé MH Portail extérieur, façade Nord, église (sous réserve du maintien des aménagements actuels)                                                      | 1906 ; 1913 | Église des Carmes de Perpignan                                            |
| Église Notre-Dame la Réal                                                 | Perpignan                           |                                           | 42° 41′ 48″ nord, 2° 53′ 51″ est  | « PA00104074 » | Classé MH | 1983        | Église Notre-Dame la Réal                                                 |
| Église Saint-Mathieu de Perpignan                                         | Perpignan                           |                                           | 42° 41′ 48″ nord, 2° 53′ 35″ est  | « PA66000014 » | Inscrit MH | 2003        | Église Saint-Mathieu de Perpignan                                         |
| Église Sainte-Catherine de Perpignan                                      | Perpignan                           |                                           | 42° 41′ 49″ nord, 2° 53′ 41″ est  |                | |             | Image manquante Téléverser                                                |
| Église Saint-Joseph-de-la-Gare de Perpignan                               | Perpignan                           |                                           | 42° 41′ 50″ nord, 2° 52′ 55″ est  |                | |             | Église Saint-Joseph-de-la-Gare de Perpignan                               |
| Église Sainte-Thérèse-de-Lisieux de Perpignan                             | Perpignan                           |                                           | 42° 41′ 37″ nord, 2° 53′ 57″ est  |                | |             | Église Sainte-Thérèse-de-Lisieux de Perpignan                             |
| Église Saint-Martin de Perpignan                                          | Perpignan                           |                                           | 42° 43′ 13″ nord, 2° 53′ 16″ est  |                | |             | Église Saint-Martin de Perpignan                                          |
| Église Saint-François-d'Assise du Vernet                                  | Perpignan                           |                                           | 42° 42′ 27″ nord, 2° 53′ 24″ est  |                | |             | Église Saint-François-d'Assise du Vernet                                  |
| Église Saint-Paul du Moulin à vent                                        | Perpignan                           |                                           | 42° 41′ 01″ nord, 2° 54′ 18″ est  |                | |             | Église Saint-Paul du Moulin à vent                                        |
| Église Notre-Dame-de-Bon-Secours de Perpignan                             | Perpignan                           |                                           | 42° 41′ 30″ nord, 2° 53′ 05″ est  |                | |             | Église Notre-Dame-de-Bon-Secours de Perpignan                             |
| Église du Bon-Pasteur du Vernet                                           | Perpignan                           |                                           | 42° 42′ 48″ nord, 2° 53′ 22″ est  |                | |             | Église du Bon-Pasteur du Vernet                                           |
| Église Sainte-Monique de Perpignan                                        | Perpignan                           |                                           | 42° 41′ 54″ nord, 2° 53′ 39″ est  |                | |             | Image manquante Téléverser                                                |
| Église du Saint-Esprit de Perpignan                                       | Perpignan                           |                                           | 42° 42′ 21″ nord, 2° 52′ 41″ est  |                | |             | Église du Saint-Esprit de Perpignan                                       |
| Église Saints-Apôtres-Pierre-et-Paul de Perpignan                         | Perpignan                           |                                           | 42° 40′ 55″ nord, 2° 54′ 35″ est  |                | |             | Image manquante Téléverser                                                |
| Église Saint-Jean-Paul-II du Parc Ducup                                   | Perpignan                           |                                           | 42° 41′ 12″ nord, 2° 50′ 19″ est  |                | |             | Église Saint-Jean-Paul-II du Parc Ducup                                   |
| Église Saint-Vincent-de-Paul de Perpignan                                 | Perpignan                           |                                           | 42° 40′ 03″ nord, 2° 52′ 54″ est  |                | |             | Église Saint-Vincent-de-Paul de Perpignan                                 |
| Église Saint-Vincent de Bajoles                                           | Perpignan                           |                                           | 42° 42′ 38″ nord, 2° 56′ 44″ est  |                | |             | Image manquante Téléverser                                                |
| Église Sainte-Marie de Mailloles                                          | Perpignan                           |                                           | à géolocaliser                    |                | |             | Image manquante Téléverser                                                |
| Nouvelle église Saint-Christophe du Vernet                                | Perpignan                           |                                           | 42° 43′ 15″ nord, 2° 53′ 08″ est  |                | |             | Nouvelle église Saint-Christophe du Vernet                                |
| Église Saint-Galderic de Perpignan                                        | Perpignan                           |                                           | 42° 41′ 21″ nord, 2° 54′ 38″ est  |                | |             | Église Saint-Galderic de Perpignan                                        |
| Église Saint-Jean-l'Évangéliste de Peyrestortes                           | Peyrestortes                        |                                           | 42° 45′ 16″ nord, 2° 51′ 08″ est  | « IA00029699 » | |             | Église Saint-Jean-l'Évangéliste de Peyrestortes                           |
| Église Saint-Étienne de Pézilla-de-Conflent                               | Pézilla-de-Conflent                 |                                           | 42° 44′ 18″ nord, 2° 28′ 52″ est  |                | |             | Image manquante Téléverser                                                |
| Église Saint-Saturnin de Pézilla-la-Rivière                               | Pézilla-la-Rivière                  |                                           | 42° 41′ 39″ nord, 2° 46′ 28″ est  |                | |             | Église Saint-Saturnin de Pézilla-la-Rivière                               |
| Église des Saintes-Hosties                                                | Pézilla-la-Rivière                  |                                           | 42° 41′ 39″ nord, 2° 46′ 11″ est  |                | |             | Église des Saintes-Hosties                                                |
| Église Saint-Cirq-et-Sainte-Julitte de Pia                                | Pia                                 |                                           | 42° 44′ 44″ nord, 2° 55′ 14″ est  |                | |             | Église Saint-Cirq-et-Sainte-Julitte de Pia                                |
| Église Notre-Dame-de-la-Salut de Pia                                      | Pia                                 |                                           | 42° 44′ 44″ nord, 2° 55′ 14″ est  |                | |             | Image manquante Téléverser                                                |
| Église Notre-Dame-de-la-Merci de Planès                                   | Planès                              |                                           | 42° 29′ 30″ nord, 2° 08′ 28″ est  | « PA00104092 » | Classé MH | 1840        | Église Notre-Dame-de-la-Merci de Planès                                   |
| Église Saint-Pierre de Planèzes                                           | Planèzes                            |                                           | 42° 46′ 03″ nord, 2° 37′ 18″ est  |                | |             | Image manquante Téléverser                                                |
| Église Saint-Martin de Pollestres                                         | Pollestres                          |                                           | 42° 38′ 15″ nord, 2° 52′ 05″ est  | « PA00104093 » | Inscrit MH | 1973        | Église Saint-Martin de Pollestres                                         |
| Église Saint-Étienne de Ponteilla                                         | Ponteilla                           |                                           | 42° 37′ 34″ nord, 2° 48′ 46″ est  |                | |             | Église Saint-Étienne de Ponteilla                                         |
| Église Saint-Nicolas d'Aiguevive                                          | Ponteilla                           |                                           | 42° 38′ 21″ nord, 2° 49′ 05″ est  |                | |             | Image manquante Téléverser                                                |
| Église Saint-Martin de Nyls                                               | Ponteilla                           |                                           | 42° 37′ 42″ nord, 2° 50′ 47″ est  |                | |             | Église Saint-Martin de Nyls                                               |
| Église Sainte-Marie de Nyls                                               | Ponteilla                           |                                           | 42° 37′ 41″ nord, 2° 50′ 45″ est  |                | |             | Église Sainte-Marie de Nyls                                               |
| Église Sainte-Marie de Cosprons                                           | Port-Vendres                        |                                           | 42° 29′ 51″ nord, 3° 06′ 23″ est  |                | |             | Église Sainte-Marie de Cosprons                                           |
| Église Notre-Dame-de-Bonne-Nouvelle de Port-Vendres                       | Port-Vendres                        |                                           | 42° 31′ 15″ nord, 3° 06′ 29″ est  |                | |             | Église Notre-Dame-de-Bonne-Nouvelle de Port-Vendres                       |
| Église Saint-Martial de Cortvassil                                        | Porta                               |                                           | 42° 29′ 40″ nord, 1° 51′ 06″ est  |                | |             | Église Saint-Martial de Cortvassil                                        |
| Église Saint-Jean-Baptiste de Porta                                       | Porta                               |                                           | 42° 31′ 55″ nord, 1° 49′ 31″ est  |                | |             | Église Saint-Jean-Baptiste de Porta                                       |
| Église de la Nativité-de-Notre-Dame de Porté-Puymorens                    | Porté-Puymorens                     |                                           | 42° 32′ 54″ nord, 1° 49′ 52″ est  |                | |             | Église de la Nativité-de-Notre-Dame de Porté-Puymorens                    |
| Église Saint-Martin de Canoha                                             | Prades                              |                                           | 42° 37′ 20″ nord, 2° 25′ 11″ est  |                | |             | Image manquante Téléverser                                                |
| Église Saint-Pierre de Prades                                             | Prades                              |                                           | 42° 37′ 06″ nord, 2° 25′ 25″ est  | « PA00104099 » | Classé MH | 1948        | Église Saint-Pierre de Prades                                             |
| Église Sainte-Juste-et-Sainte-Ruffine de Prats-de-Mollo-la-Preste         | Prats-de-Mollo-la-Preste            |                                           | 42° 24′ 17″ nord, 2° 28′ 44″ est  | « PA00104100 » | Classé MH | 1921        | Église Sainte-Juste-et-Sainte-Ruffine de Prats-de-Mollo-la-Preste         |
| Église Saint-Sauveur de Les Planes                                        | Prats-de-Mollo-la-Preste            |                                           | 42° 24′ 53″ nord, 2° 26′ 23″ est  |                | |             | Image manquante Téléverser                                                |
| Église Saint-Roch de La Preste                                            | Prats-de-Mollo-la-Preste            |                                           | 42° 24′ 29″ nord, 2° 24′ 16″ est  |                | |             | Église Saint-Roch de La Preste                                            |
| Église Saint-Isidore de La Preste                                         | Prats-de-Mollo-la-Preste            |                                           | 42° 24′ 31″ nord, 2° 24′ 54″ est  |                | |             | Église Saint-Isidore de La Preste                                         |
| Église Saint-Félix de Prats-de-Sournia                                    | Prats-de-Sournia                    |                                           | 42° 44′ 41″ nord, 2° 27′ 41″ est  |                | |             | Image manquante Téléverser                                                |
| Église Saint-Cucuphat de Prats-de-Sournia                                 | Prats-de-Sournia                    |                                           | à géolocaliser                    |                | |             | Image manquante Téléverser                                                |
| Église Saint-Martin de Prugnanes                                          | Prugnanes                           |                                           | 42° 49′ 28″ nord, 2° 25′ 59″ est  |                | |             | Église Saint-Martin de Prugnanes                                          |
| Église Saint-Étienne de Prunet                                            | Prunet-et-Belpuig                   |                                           | 42° 34′ 12″ nord, 2° 38′ 50″ est  | « PA66000016 » | Classé MH | 2004        | Image manquante Téléverser                                                |
| Église Saint-Martin de Riutort                                            | Puyvalador                          |                                           | 42° 39′ 07″ nord, 2° 05′ 42″ est  |                | |             | Église Saint-Martin de Riutort                                            |
| Église Saint-Jean-Baptiste de Puyvalador                                  | Puyvalador                          |                                           | 42° 38′ 49″ nord, 2° 07′ 08″ est  |                | |             | Église Saint-Jean-Baptiste de Puyvalador                                  |
| Église Saint-Paul de Py                                                   | Py                                  |                                           | 42° 29′ 55″ nord, 2° 21′ 02″ est  |                | |             | Église Saint-Paul de Py                                                   |
| Église Saint-Étienne de Rabouillet                                        | Rabouillet                          |                                           | 42° 43′ 55″ nord, 2° 23′ 21″ est  |                | |             | Église Saint-Étienne de Rabouillet                                        |
| Église Saint-Julien-et-Sainte-Basilisse de Railleu                        | Railleu                             |                                           | 42° 35′ 08″ nord, 2° 10′ 58″ est  |                | |             | Église Saint-Julien-et-Sainte-Basilisse de Railleu                        |
| Ancienne église Saint-Julien de Railleu                                   | Railleu                             |                                           | 42° 35′ 11″ nord, 2° 10′ 46″ est  |                | |             | Ancienne église Saint-Julien de Railleu                                   |
| Église Saint-Jean-Baptiste de Rasiguères                                  | Rasiguères                          |                                           | 42° 45′ 58″ nord, 2° 36′ 30″ est  |                | |             | Image manquante Téléverser                                                |
| Église Saint-Romain de Réal                                               | Réal                                |                                           | 42° 37′ 57″ nord, 2° 07′ 58″ est  | « PA00104105 » | Inscrit MH | 1982        | Église Saint-Romain de Réal                                               |
| Église Saint-Paul du Vila                                                 | Reynès                              |                                           | 42° 29′ 52″ nord, 2° 43′ 54″ est  |                | |             | Église Saint-Paul du Vila                                                 |
| Église Sainte-Marie du Vila                                               | Reynès                              |                                           | 42° 29′ 56″ nord, 2° 42′ 26″ est  |                | |             | Église Sainte-Marie du Vila                                               |
| Église Saint-Vincent de Reynès                                            | Reynès                              |                                           | 42° 28′ 33″ nord, 2° 42′ 29″ est  |                | |             | Église Saint-Vincent de Reynès                                            |
| Église Saint-Julien de Bussac                                             | Reynès                              |                                           | 42° 29′ 49″ nord, 2° 43′ 02″ est  |                | |             | Image manquante Téléverser                                                |
| Église Saint-Christophe de Llugols                                        | Ria-Sirach                          |                                           | 42° 37′ 14″ nord, 2° 22′ 35″ est  |                | |             | Église Saint-Christophe de Llugols                                        |
| Église Saint-Clément de Sirach                                            | Ria-Sirach                          |                                           | 42° 36′ 19″ nord, 2° 24′ 10″ est  | « PA00104107 » | Inscrit MH | 1974        | Église Saint-Clément de Sirach                                            |
| Église Saint-Sernin d'Eroles                                              | Ria-Sirach                          |                                           | 42° 37′ 17″ nord, 2° 22′ 23″ est  |                | |             | Église Saint-Sernin d'Eroles                                              |
| Église Saint-Vincent de Ria                                               | Ria-Sirach                          |                                           | 42° 36′ 32″ nord, 2° 24′ 00″ est  | « PA00104106 » | Inscrit MH Clocher et vantaux de la portée d'entrée | 1964        | Église Saint-Vincent de Ria                                               |
| Église Sainte-Eulalie de Villèle                                          | Rigarda                             |                                           | 42° 37′ 42″ nord, 2° 32′ 16″ est  |                | |             | Église Sainte-Eulalie de Villèle                                          |
| Église Sainte-Eulalie-et-Sainte-Julie de Rigarda                          | Rigarda                             |                                           | 42° 37′ 28″ nord, 2° 32′ 01″ est  |                | |             | Église Sainte-Eulalie-et-Sainte-Julie de Rigarda                          |
| Église Saint-André de Rivesaltes                                          | Rivesaltes                          |                                           | 42° 46′ 18″ nord, 2° 52′ 28″ est  | « IA00029702 » | |             | Église Saint-André de Rivesaltes                                          |
| Église Saint-Martin-de-Tura                                               | Rivesaltes                          |                                           | 42° 46′ 18″ nord, 2° 53′ 06″ est  |                | |             | Image manquante Téléverser                                                |
| Église Sainte-Marie de la Garriga                                         | Rivesaltes                          |                                           | 42° 46′ 40″ nord, 2° 54′ 09″ est  |                | |             | Image manquante Téléverser                                                |
| Église Sainte-Marie de la Garriga                                         | Rivesaltes                          |                                           | 42° 46′ 40″ nord, 2° 54′ 09″ est  |                | |             | Image manquante Téléverser                                                |
| Église Saint-Félix de Ropidera                                            | Rodès                               |                                           | 42° 39′ 57″ nord, 2° 32′ 31″ est  |                | |             | Église Saint-Félix de Ropidera                                            |
| Église Saint-Valentin de Rodès                                            | Rodès                               |                                           | 42° 39′ 33″ nord, 2° 33′ 49″ est  |                | |             | Église Saint-Valentin de Rodès                                            |
| Église Sainte-Marie de Domanova                                           | Rodès                               |                                           | 42° 38′ 12″ nord, 2° 33′ 30″ est  | « PA00132617 » | Inscrit MH Église, ainsi que la galerie, les façades et les toitures de son ermitage                                                                                         | 1994        | Église Sainte-Marie de Domanova                                           |
| Église Saint-Jean-l'Évangéliste de Rodès                                  | Rodès                               |                                           | 42° 39′ 31″ nord, 2° 33′ 45″ est  |                | |             | Église Saint-Jean-l'Évangéliste de Rodès                                  |
| Église Notre-Dame-de-l'Assomption de Rodès                                | Rodès                               |                                           | 42° 39′ 32″ nord, 2° 33′ 44″ est  |                | |             | Église Notre-Dame-de-l'Assomption de Rodès                                |
| Église Saint-Étienne de Sahorre                                           | Sahorre                             |                                           | 42° 32′ 00″ nord, 2° 21′ 27″ est  |                | |             | Église Saint-Étienne de Sahorre                                           |
| Église Sainte-Croix de Thorrent                                           | Sahorre                             |                                           | 42° 32′ 03″ nord, 2° 21′ 03″ est  |                | |             | Image manquante Téléverser                                                |
| Église Saint-Cyprien de Sahorre                                           | Sahorre                             | au bourg                                  | à géolocaliser                    |                | |             | Église Saint-Cyprien de Sahorre                                           |
| Église Sainte-Eugénie de Saillagouse                                      | Saillagouse                         |                                           | 42° 27′ 35″ nord, 2° 02′ 19″ est  |                | |             | Église Sainte-Eugénie de Saillagouse                                      |
| Église Saint-André de Sorède                                              | Saint-André                         |                                           | 42° 33′ 09″ nord, 2° 58′ 16″ est  | « PA00104111 » | Classé MH | 1910        | Église Saint-André de Sorède                                              |
| Église Saint-Vincent de Saint-André                                       | Saint-André                         |                                           | 42° 33′ 55″ nord, 2° 59′ 29″ est  |                | |             | Image manquante Téléverser                                                |
| Église Saint-Pierre de Saint-Arnac                                        | Saint-Arnac                         |                                           | 42° 46′ 47″ nord, 2° 31′ 46″ est  |                | |             | Église Saint-Pierre de Saint-Arnac                                        |
| Église Saint-Étienne de Vilarasa                                          | Saint-Cyprien                       |                                           | 42° 37′ 48″ nord, 2° 59′ 44″ est  | « PA00104193 » | Inscrit MH | 1992        | Église Saint-Étienne de Vilarasa                                          |
| Église Saint-Cyprien de Saint-Cyprien                                     | Saint-Cyprien                       |                                           | 42° 37′ 03″ nord, 3° 00′ 03″ est  |                | |             | Église Saint-Cyprien de Saint-Cyprien                                     |
| Église Notre-Dame-de-Lumière de Saint-Cyprien                             | Saint-Cyprien                       |                                           | 42° 37′ 27″ nord, 3° 01′ 51″ est  |                | |             | Image manquante Téléverser                                                |
| Abbatiale Saint-Étienne de Saint-Estève                                   | Saint-Estève                        |                                           | 42° 42′ 29″ nord, 2° 50′ 43″ est  |                | |             | Abbatiale Saint-Étienne de Saint-Estève                                   |
| Église Saint-Mamet de Saint-Estève                                        | Saint-Estève                        |                                           | 42° 42′ 36″ nord, 2° 51′ 27″ est  |                | |             | Église Saint-Mamet de Saint-Estève                                        |
| Église Notre-Dame-du-Cénacle de Saint-Estève                              | Saint-Estève                        |                                           | 42° 42′ 58″ nord, 2° 50′ 27″ est  |                | |             | Église Notre-Dame-du-Cénacle de Saint-Estève                              |
| Église Sainte-Marie de Saint-Féliu-d'Amont                                | Saint-Féliu-d'Amont                 |                                           | 42° 41′ 16″ nord, 2° 43′ 22″ est  | « PA00104113 » | Inscrit MH | 1926        | Église Sainte-Marie de Saint-Féliu-d'Amont                                |
| Église Saint-André de Saint-Féliu-d'Avall                                 | Saint-Féliu-d'Avall                 |                                           | 42° 40′ 57″ nord, 2° 44′ 14″ est  | « PA00104114 » | Inscrit MH Abside | 1926        | Église Saint-André de Saint-Féliu-d'Avall                                 |
| Église Saint-Martin de la Riba                                            | Saint-Féliu-d'Avall                 |                                           | 42° 41′ 00″ nord, 2° 44′ 43″ est  |                | |             | Église Saint-Martin de la Riba                                            |
| Église Sainte-Colombe de Cabanes                                          | Saint-Génis-des-Fontaines           |                                           | 42° 33′ 59″ nord, 2° 55′ 28″ est  | « PA00104115 » | Classé MH | 1984        | Église Sainte-Colombe de Cabanes                                          |
| Abbatiale Saint-Michel de Saint-Génis-des-Fontaines                       | Saint-Génis-des-Fontaines           |                                           | 42° 32′ 35″ nord, 2° 55′ 19″ est  |                | |             | Abbatiale Saint-Michel de Saint-Génis-des-Fontaines                       |
| Église Saint-Michel de Saint-Hippolyte                                    | Saint-Hippolyte                     |                                           | 42° 47′ 04″ nord, 2° 58′ 03″ est  | « IA00029723 » | |             | Église Saint-Michel de Saint-Hippolyte                                    |
| Église Saint-Jean de Saint-Jean-Lasseille                                 | Saint-Jean-Lasseille                |                                           | 42° 34′ 53″ nord, 2° 52′ 02″ est  |                | |             | Église Saint-Jean de Saint-Jean-Lasseille                                 |
| Église Saint-Jean de Saint-Jean-Pla-de-Corts                              | Saint-Jean-Pla-de-Corts             |                                           | 42° 30′ 31″ nord, 2° 47′ 38″ est  |                | |             | Église Saint-Jean de Saint-Jean-Pla-de-Corts                              |
| Église du château de Saint-Jean-Pla-de-Corts                              | Saint-Jean-Pla-de-Corts             |                                           | 42° 30′ 36″ nord, 2° 47′ 23″ est  |                | |             | Église du château de Saint-Jean-Pla-de-Corts                              |
| Église Saint-Laurent-de-Cerdans                                           | Saint-Laurent-de-Cerdans            |                                           | 42° 23′ 05″ nord, 2° 36′ 48″ est  |                | |             | Église Saint-Laurent-de-Cerdans                                           |
| Église Saint-Laurent de Saint-Laurent-de-la-Salanque                      | Saint-Laurent-de-la-Salanque        |                                           | 42° 46′ 24″ nord, 2° 59′ 19″ est  | « IA00029726 » | |             | Église Saint-Laurent de Saint-Laurent-de-la-Salanque                      |
| Église Saint-Martial de Saint-Marsal                                      | Saint-Marsal                        |                                           | 42° 32′ 15″ nord, 2° 37′ 15″ est  |                | |             | Église Saint-Martial de Saint-Marsal                                      |
| Église Saint-Martin de Saint-Martin-de-Fenouillet                         | Saint-Martin-de-Fenouillet          |                                           | 42° 47′ 10″ nord, 2° 28′ 09″ est  |                | |             | Église Saint-Martin de Saint-Martin-de-Fenouillet                         |
| Église Saint-Michel de Saint-Michel-de-Llotes                             | Saint-Michel-de-Llotes              |                                           | 42° 38′ 45″ nord, 2° 37′ 26″ est  | « PA00104125 » | Inscrit MH | 1973        | Église Saint-Michel de Saint-Michel-de-Llotes                             |
| Église Saint-Nazaire de Saint-Nazaire (Pyrénées-Orientales)               | Saint-Nazaire                       |                                           | 42° 40′ 08″ nord, 2° 59′ 28″ est  |                | |             | Église Saint-Nazaire de Saint-Nazaire (Pyrénées-Orientales)               |
| Ermitage Saint-Antoine de Galamus                                         | Saint-Paul-de-Fenouillet            |                                           | 42° 50′ 16″ nord, 2° 28′ 52″ est  |                | |             | Ermitage Saint-Antoine de Galamus                                         |
| Église du chapitre de Saint-Paul-de-Fenouillet                            | Saint-Paul-de-Fenouillet            |                                           | 42° 48′ 41″ nord, 2° 30′ 08″ est  | « PA00104126 » | Classé MH | 1989        | Église du chapitre de Saint-Paul-de-Fenouillet                            |
| Église Saints-Pierre-et-Paul de Saint-Paul-de-Fenouillet                  | Saint-Paul-de-Fenouillet            |                                           | à géolocaliser                    |                | |             | Église Saints-Pierre-et-Paul de Saint-Paul-de-Fenouillet                  |
| Église Saint-Pierre de Saint-Pierre-dels-Forcats                          | Saint-Pierre-dels-Forcats           |                                           | 42° 29′ 41″ nord, 2° 07′ 06″ est  |                | |             | Église Saint-Pierre de Saint-Pierre-dels-Forcats                          |
| Église Sainte-Colombe de Sainte-Colombe-de-la-Commanderie                 | Sainte-Colombe-de-la-Commanderie    |                                           | 42° 36′ 53″ nord, 2° 44′ 51″ est  | « PA00104112 » | Inscrit MH | 1972        | Église Sainte-Colombe de Sainte-Colombe-de-la-Commanderie                 |
| Église Sainte-Léocadie de Sainte-Léocadie                                 | Sainte-Léocadie                     |                                           | 42° 26′ 13″ nord, 2° 00′ 16″ est  | « PA00104121 » | Classé MH | 1960        | Église Sainte-Léocadie de Sainte-Léocadie                                 |
| Église Notre-Dame-de-l'Assomption de Sainte-Marie                         | Sainte-Marie-la-Mer                 |                                           | 42° 43′ 38″ nord, 3° 01′ 00″ est  | « PA00104123 » | Classé MH Abside ; Inscrit MH Nef | 1983 ; 1983 | Église Notre-Dame-de-l'Assomption de Sainte-Marie                         |
| Ancienne église Saint-André de Bigaranes                                  | Sainte-Marie-la-Mer                 |                                           | 42° 44′ 05″ nord, 3° 00′ 48″ est  |                | |             | Ancienne église Saint-André de Bigaranes                                  |
| Ancienne église Saint-Étienne de Saleilles                                | Saleilles                           |                                           | 42° 39′ 13″ nord, 2° 57′ 16″ est  | « PA00104128 » | Inscrit MH | 1985        | Ancienne église Saint-Étienne de Saleilles                                |
| Église paroissiale Saint-Étienne de Saleilles                             | Saleilles                           |                                           | 42° 39′ 08″ nord, 2° 57′ 16″ est  |                | |             | Église paroissiale Saint-Étienne de Saleilles                             |
| Église Sainte-Cécile de Garrieux                                          | Salses-le-Château                   |                                           | 42° 49′ 22″ nord, 2° 56′ 56″ est  |                | |             | Église Sainte-Cécile de Garrieux                                          |
| Église Saint-Étienne de Salses                                            | Salses-le-Château                   |                                           | 42° 50′ 02″ nord, 2° 55′ 08″ est  | « IA00029713 » | |             | Église Saint-Étienne de Salses                                            |
| Ancienne église Saint-Jean-Baptiste de Sansa                              | Sansa                               |                                           | 42° 36′ 06″ nord, 2° 10′ 29″ est  |                | |             | Ancienne église Saint-Jean-Baptiste de Sansa                              |
| Nouvelle église Saint-Jean-Baptiste de Sansa                              | Sansa                               |                                           | 42° 36′ 08″ nord, 2° 10′ 23″ est  |                | |             | Nouvelle église Saint-Jean-Baptiste de Sansa                              |
| Église Saint-Maurice de Sauto                                             | Sauto                               |                                           | 42° 30′ 45″ nord, 2° 09′ 02″ est  |                | |             | Église Saint-Maurice de Sauto                                             |
| Église Saint-Maurice de Fetges                                            | Sauto                               |                                           | à géolocaliser                    |                | |             | Image manquante Téléverser                                                |
| Église Saint-Côme-et-Saint-Damien de Serdinya                             | Serdinya                            |                                           | 42° 33′ 59″ nord, 2° 19′ 13″ est  | « PA00104189 » | Inscrit MH | 1991        | Église Saint-Côme-et-Saint-Damien de Serdinya                             |
| Église Saint-Marcel de Flassa                                             | Serdinya                            |                                           | 42° 34′ 26″ nord, 2° 18′ 45″ est  | « PA00104130 » | Classé MH | 1987        | Église Saint-Marcel de Flassa                                             |
| Église Sainte-Marie de Marignans                                          | Serdinya                            |                                           | 42° 34′ 27″ nord, 2° 19′ 51″ est  |                | |             | Image manquante Téléverser                                                |
| Église Saint-Jean-Baptiste de Joncet du Bac                               | Serdinya                            |                                           | 42° 33′ 44″ nord, 2° 18′ 42″ est  |                | |             | Église Saint-Jean-Baptiste de Joncet du Bac                               |
| Église Saint-Michel de Cabrenys                                           | Serralongue                         |                                           | 42° 21′ 51″ nord, 2° 32′ 33″ est  |                | |             | Image manquante Téléverser                                                |
| Église Sainte-Marie de Serralongue                                        | Serralongue                         |                                           | 42° 23′ 53″ nord, 2° 33′ 24″ est  | « PA00104132 » | Classé MH | 1948        | Église Sainte-Marie de Serralongue                                        |
| Église Saint-Assiscle-et-Sainte-Victoire de Sorède                        | Sorède                              |                                           | 42° 31′ 53″ nord, 2° 57′ 13″ est  |                | |             | Église Saint-Assiscle-et-Sainte-Victoire de Sorède                        |
| Église Saint-Martin de Lavall                                             | Sorède                              |                                           | 42° 30′ 29″ nord, 2° 59′ 47″ est  |                | |             | Église Saint-Martin de Lavall                                             |
| Église Sainte-Marie-Madeleine de la Veda                                  | Sorède                              |                                           | 42° 29′ nord, 2° 58′ est          |                | |             | Image manquante Téléverser                                                |
| Église Sainte-Marie d'Ultrera                                             | Sorède                              |                                           | 42° 30′ 56″ nord, 2° 58′ 45″ est  |                | |             | Image manquante Téléverser                                                |
| Église Sainte-Marie de Coberta                                            | Sorède                              |                                           | à géolocaliser                    |                | |             | Image manquante Téléverser                                                |
| Église Sainte-Eugénie de Souanyas                                         | Souanyas                            |                                           | 42° 33′ 08″ nord, 2° 16′ 55″ est  |                | |             | Église Sainte-Eugénie de Souanyas                                         |
| Église Saint-Fructueux de Marians                                         | Souanyas                            |                                           | 42° 32′ 47″ nord, 2° 16′ 15″ est  |                | |             | Église Saint-Fructueux de Marians                                         |
| Église Saint-Cugat de Souanyas                                            | Souanyas                            |                                           | à géolocaliser                    |                | |             | Image manquante Téléverser                                                |
| Église Saint-Just de Courbous                                             | Sournia                             |                                           | 42° 42′ 51″ nord, 2° 24′ 36″ est  |                | |             | Image manquante Téléverser                                                |
| Église Saint-Laurent d'Arsa                                               | Sournia                             |                                           | 42° 42′ 56″ nord, 2° 23′ 41″ est  | « PA00104134 » | Classé MH | 1973        | Image manquante Téléverser                                                |
| Église Sainte-Félicité de Sournia                                         | Sournia                             |                                           | 42° 43′ 21″ nord, 2° 27′ 40″ est  | « PA00104136 » | Classé MH | 1965        | Image manquante Téléverser                                                |
| Église de la Nativité de Notre-Dame de Sournia                            | Sournia                             |                                           | 42° 43′ 42″ nord, 2° 26′ 31″ est  |                | |             | Église de la Nativité de Notre-Dame de Sournia                            |
| Église Notre-Dame-del-Roure                                               | Taillet                             |                                           | 42° 30′ 51″ nord, 2° 41′ 46″ est  | « PA66000017 » | Inscrit MH | 2006        | Église Notre-Dame-del-Roure                                               |
| Église Saint-Pierre de Taillet                                            | Taillet                             |                                           | 42° 31′ 37″ nord, 2° 40′ 17″ est  |                | |             | Église Saint-Pierre de Taillet                                            |
| Église Saint-André de Tarerach                                            | Tarerach                            |                                           | 42° 41′ 26″ nord, 2° 30′ 05″ est  | « PA00104137 » | Inscrit MH Fenêtre décorée sur le côté Sud de la nef | 1972        | Église Saint-André de Tarerach                                            |
| Église Saint-André de Tarerach                                            | Tarerach                            |                                           | 42° 41′ 26″ nord, 2° 30′ 05″ est  | « PA00104137 » | Inscrit MH Fenêtre décorée sur le côté Sud de la nef | 1972        | Église Saint-André de Tarerach                                            |
| Église Saint-Saturnin de Targasonne                                       | Targasonne                          |                                           | 42° 29′ 55″ nord, 1° 59′ 44″ est  |                | |             | Église Saint-Saturnin de Targasonne                                       |
| Église Saint-Vincent de Vilalta                                           | Targasonne                          |                                           | 42° 29′ 57″ nord, 1° 58′ 48″ est  |                | |             | Église Saint-Vincent de Vilalta                                           |
| Église Saint-Jean-l'Évangéliste de Taulis                                 | Taulis                              |                                           | 42° 31′ 29″ nord, 2° 37′ 53″ est  |                | |             | Église Saint-Jean-l'Évangéliste de Taulis                                 |
| Église Sainte-Agnès de Croanques                                          | Taulis                              |                                           | 42° 31′ 00″ nord, 2° 37′ 46″ est  |                | |             | Image manquante Téléverser                                                |
| Église Saint-Fructueux de Taurinya                                        | Taurinya                            |                                           | 42° 34′ 46″ nord, 2° 25′ 43″ est  | « PA00104138 » | Classé MH Clocher ; Inscrit MH Église, sauf clocher classé | 1963 ; 1963 | Église Saint-Fructueux de Taurinya                                        |
| Église Saint-Valentin de Corts                                            | Taurinya                            |                                           | 42° 34′ 59″ nord, 2° 25′ 04″ est  | « PA00104139 » | Inscrit MH | 1983        | Église Saint-Valentin de Corts                                            |
| Église Saint-Génis de Tautavel                                            | Tautavel                            |                                           | 42° 48′ 49″ nord, 2° 44′ 44″ est  |                | |             | Église Saint-Génis de Tautavel                                            |
| Église Saint-Génis de l'Alento                                            | Tautavel                            |                                           | 42° 47′ 02″ nord, 2° 42′ 35″ est  |                | |             | Image manquante Téléverser                                                |
| Église Sainte-Marie du château de Tautavel                                | Tautavel                            |                                           | 42° 48′ 43″ nord, 2° 44′ 52″ est  |                | |             | Image manquante Téléverser                                                |
| Église Saint-Martin de la Roca                                            | Tautavel                            |                                           | 42° 48′ 29″ nord, 2° 44′ 02″ est  |                | |             | Image manquante Téléverser                                                |
| Église Saint-Julien-et-Sainte-Basilisse de Terrats                        | Terrats                             |                                           | 42° 36′ 28″ nord, 2° 46′ 18″ est  |                | |             | Église Saint-Julien-et-Sainte-Basilisse de Terrats                        |
| Église Saint-Pierre de Théza                                              | Théza                               |                                           | 42° 38′ 19″ nord, 2° 57′ 07″ est  |                | |             | Église Saint-Pierre de Théza                                              |
| Église Saint-Génis de Thuès                                               | Thuès-Entre-Valls                   |                                           | 42° 31′ 29″ nord, 2° 13′ 34″ est  |                | |             | Église Saint-Génis de Thuès                                               |
| Église Saint-Jean d'Entre-Valls                                           | Thuès-Entre-Valls                   |                                           | 42° 31′ 19″ nord, 2° 14′ 21″ est  |                | |             | Image manquante Téléverser                                                |
| Église Notre-Dame-de-la-Victoire de Thuir                                 | Thuir                               |                                           | 42° 38′ 00″ nord, 2° 45′ 18″ est  |                | |             | Église Notre-Dame-de-la-Victoire de Thuir                                 |
| Église Saint-François-d'Assise de Thuir                                   | Thuir                               |                                           | 42° 37′ 54″ nord, 2° 44′ 58″ est  |                | |             | Église Saint-François-d'Assise de Thuir                                   |
| Église Saint-Nazaire de Tordères                                          | Tordères                            |                                           | 42° 33′ 36″ nord, 2° 45′ 06″ est  |                | |             | Église Saint-Nazaire de Tordères                                          |
| Église Saint-Julien-et-Sainte-Basilisse de Torreilles                     | Torreilles                          |                                           | 42° 45′ 19″ nord, 2° 59′ 33″ est  | « IA00029727 » | |             | Église Saint-Julien-et-Sainte-Basilisse de Torreilles                     |
| Église Saint-Pierre de Torreilles                                         | Torreilles                          |                                           | 42° 46′ 10″ nord, 3° 01′ 23″ est  |                | |             | Image manquante Téléverser                                                |
| Église Sainte-Eugénie de Lebeiano                                         | Torreilles                          |                                           | 42° 45′ 11″ nord, 2° 58′ 02″ est  |                | |             | Image manquante Téléverser                                                |
| Église Sainte-Marie de Juhègues                                           | Torreilles                          |                                           | 42° 45′ 39″ nord, 2° 58′ 58″ est  |                | |             | Église Sainte-Marie de Juhègues                                           |
| Église de l'Assomption de la Vierge de Toulouges                          | Toulouges                           |                                           | 42° 40′ 17″ nord, 2° 49′ 50″ est  | « PA00104143 » | Classé MH Porche ; Inscrit MH Église, sauf partie classé | 1907 ; 1959 | Église de l'Assomption de la Vierge de Toulouges                          |
| Église Saint-Étienne de Nidolères                                         | Tresserre                           |                                           | 42° 32′ 36″ nord, 2° 51′ 47″ est  |                | |             | Image manquante Téléverser                                                |
| Église Saint-Saturnin de Tresserre                                        | Tresserre                           |                                           | 42° 33′ 49″ nord, 2° 49′ 48″ est  |                | |             | Église Saint-Saturnin de Tresserre                                        |
| Église Saint-Vincent de Séquières                                         | Trévillach                          |                                           | 42° 42′ 28″ nord, 2° 29′ 29″ est  |                | |             | Église Saint-Vincent de Séquières                                         |
| Église Saint-Martin à Trévillach                                          | Trévillach                          |                                           | à géolocaliser                    |                | |             | Image manquante Téléverser                                                |
| Église Notre-Dame-de-l'Assomption de Trilla                               | Trilla                              |                                           | 42° 44′ 24″ nord, 2° 31′ 11″ est  |                | |             | Église Notre-Dame-de-l'Assomption de Trilla                               |
| Église Saint-Assiscle de Trouillas                                        | Trouillas                           |                                           | 42° 36′ 41″ nord, 2° 48′ 28″ est  |                | |             | Église Saint-Assiscle de Trouillas                                        |
| Église Saint-Martin d'Ur                                                  | Ur                                  |                                           | 42° 27′ 45″ nord, 1° 56′ 13″ est  | « PA00104146 » | Classé MH | 1934        | Église Saint-Martin d'Ur                                                  |
| Église Saint-Étienne d'Urbanya                                            | Urbanya                             |                                           | 42° 38′ 18″ nord, 2° 18′ 20″ est  |                | |             | Église Saint-Étienne d'Urbanya                                            |
| Église Saint-Félix de Valcebollère                                        | Valcebollère                        |                                           | 42° 23′ 10″ nord, 2° 02′ 11″ est  |                | |             | Église Saint-Félix de Valcebollère                                        |
| Église Saint-Vincent de Valmanya                                          | Valmanya                            |                                           | 42° 32′ 30″ nord, 2° 32′ 22″ est  |                | |             | Église Saint-Vincent de Valmanya                                          |
| Ancienne église Saint-Saturnin de Vernet-les-Bains                        | Vernet-les-Bains                    |                                           | 42° 32′ 49″ nord, 2° 23′ 19″ est  |                | |             | Image manquante Téléverser                                                |
| Église Saint-Saturnin de Vernet-les-Bains                                 | Vernet-les-Bains                    |                                           | 42° 32′ 57″ nord, 2° 23′ 19″ est  |                | |             | Église Saint-Saturnin de Vernet-les-Bains                                 |
| Église Saint-Vincent de Campllong                                         | Vernet-les-Bains                    |                                           | 42° 32′ 43″ nord, 2° 24′ 22″ est  |                | |             | Image manquante Téléverser                                                |
| Église anglicane Saint-George de Vernet-les-Bains                         | Vernet-les-Bains                    |                                           | 42° 32′ 43″ nord, 2° 24′ 22″ est  |                | |             | Image manquante Téléverser                                                |
| Église Saint-Jacques de Villefranche-de-Conflent                          | Villefranche-de-Conflent            |                                           | 42° 35′ 12″ nord, 2° 21′ 59″ est  | « PA00104148 » | Classé MH | 1862        | Église Saint-Jacques de Villefranche-de-Conflent                          |
| Église Saint-André de Belloc                                              | Villefranche-de-Conflent            |                                           | 42° 36′ 15″ nord, 2° 21′ 56″ est  |                | |             | Église Saint-André de Belloc                                              |
| Église Saint-Étienne de Campilles                                         | Villefranche-de-Conflent            |                                           | 42° 35′ 46″ nord, 2° 21′ 21″ est  |                | |             | Église Saint-Étienne de Campilles                                         |
| Église Saint-André des Vinyes                                             | Villefranche-de-Conflent            |                                           | 42° 35′ 04″ nord, 2° 21′ 38″ est  |                | |             | Image manquante Téléverser                                                |
| Église Saint-Marcel de Villelongue-de-la-Salanque                         | Villelongue-de-la-Salanque          |                                           | 42° 43′ 39″ nord, 2° 59′ 01″ est  |                | |             | Église Saint-Marcel de Villelongue-de-la-Salanque                         |
| Prieuré Sainte-Marie du Vilar                                             | Villelongue-dels-Monts              |                                           | 42° 30′ 35″ nord, 2° 54′ 19″ est  | « PA00104175 » | Classé MH Chapelle, y compris les fresques romanes de l'abside ; Inscrit MH Ruines du bâtiment des chanoines mitoyennes de la chapelle, ainsi que les vestiges de l'enceinte | 1983 ; 1983 | Prieuré Sainte-Marie du Vilar                                             |
| Église Saint-Étienne de Villelongue-dels-Monts                            | Villelongue-dels-Monts              |                                           | 42° 31′ 33″ nord, 2° 54′ 14″ est  |                | |             | Église Saint-Étienne de Villelongue-dels-Monts                            |
| Église Saint-Louis de la Granja                                           | Villelongue-dels-Monts              |                                           | 42° 32′ 43″ nord, 2° 53′ 28″ est  |                | |             | Image manquante Téléverser                                                |
| Église Saint-Julien-et-Sainte-Basilisse de Villemolaque                   | Villemolaque                        |                                           | 42° 35′ 18″ nord, 2° 50′ 18″ est  |                | |             | Église Saint-Julien-et-Sainte-Basilisse de Villemolaque                   |
| Église Saint-Julien-et-Sainte-Baselisse de Villeneuve-de-la-Raho          | Villeneuve-de-la-Raho               |                                           | 42° 38′ 10″ nord, 2° 54′ 57″ est  |                | |             | Église Saint-Julien-et-Sainte-Baselisse de Villeneuve-de-la-Raho          |
| Église Saint-Jean-l'Évangéliste de Villeneuve-la-Rivière                  | Villeneuve-la-Rivière               |                                           | 42° 41′ 38″ nord, 2° 48′ 11″ est  |                | |             | Église Saint-Jean-l'Évangéliste de Villeneuve-la-Rivière                  |
| Église Saint-Pierre de Belloch                                            | Vinça                               |                                           | 42° 41′ 38″ nord, 2° 48′ 11″ est  | « PA00104177 » | Inscrit MH | 1974        | Église Saint-Pierre de Belloch                                            |
| Église Saint-Julien-et-Sainte-Baselisse de Vinça                          | Vinça                               |                                           | 42° 38′ 44″ nord, 2° 31′ 42″ est  | « PA00104180 » | Classé MH | 1987        | Église Saint-Julien-et-Sainte-Baselisse de Vinça                          |
| Ancienne église Notre-Dame de l'Assomption de Vingrau                     | Vingrau                             |                                           | 42° 50′ 59″ nord, 2° 46′ 44″ est  |                | |             | Ancienne église Notre-Dame de l'Assomption de Vingrau                     |
| Église Notre-Dame-de-l'Assomption de Vingrau                              | Vingrau                             |                                           | 42° 50′ 54″ nord, 2° 46′ 36″ est  | « IA00029718 » | |             | Église Notre-Dame-de-l'Assomption de Vingrau                              |
| Église Sainte-Croix de Vira                                               | Vira                                |                                           | 42° 46′ 12″ nord, 2° 24′ 53″ est  |                | |             | Église Sainte-Croix de Vira                                               |
| Église Saint-Michel de Vivès                                              | Vivès                               |                                           | 42° 31′ 43″ nord, 2° 45′ 49″ est  |                | |             | Église Saint-Michel de Vivès                                              |

### Culteprotestant
| Église                                                                   | Commune                  | Adresse                       | Coordonnées                      | Notice | Protection | Date | Illustration                                               |
| ------------------------------------------------------------------------ | ------------------------ | ----------------------------- | -------------------------------- | ------ | ---------- | ---- | ---------------------------------------------------------- |
| Temple de l'Église protestante unie de France d'Amélie-les-Bains-Palalda | Amélie-les-Bains-Palalda |                               | 42° 28′ 21″ nord, 2° 40′ 09″ est |        |            |      | Image manquante Téléverser                                 |
| Temple de l'église protestante unie de France de Collioure               | Collioure                |                               | 42° 31′ 27″ nord, 3° 04′ 56″ est |        |            |      | Temple de l'église protestante unie de France de Collioure |
| Temple protestant de Perpignan                                           | Perpignan                | rue Colonel d'Ornano          | 42° 41′ 24″ nord, 2° 54′ 05″ est |        |            |      | Temple protestant de Perpignan                             |
| Église évangélique ADD Perpignan                                         | Perpignan                | boulevard des Pyrénées        | à géolocaliser                   |        |            |      | Image manquante Téléverser                                 |
| Temple de l'Église protestante Unie de France de Perpignan               | Perpignan                | rue Colonel d'Ornano          | à géolocaliser                   |        |            |      | Image manquante Téléverser                                 |
| Église Centre Chrétien du Roussillon                                     | Perpignan                | rue Georges Braque            | à géolocaliser                   |        |            |      | Image manquante Téléverser                                 |
| Église évangélique Santana de Perpignan                                  | Perpignan                |                               | à géolocaliser                   |        |            |      | Image manquante Téléverser                                 |
| Église baptiste Partage de Perpignan                                     | Perpignan                | rue Eugène Delacroix          | à géolocaliser                   |        |            |      | Image manquante Téléverser                                 |
| Église baptiste du Centre de Perpignan                                   | Perpignan                | rue Léon Bourgeois            | à géolocaliser                   |        |            |      | Image manquante Téléverser                                 |
| Église évangéliste du Puig de Perpignan                                  | Perpignan                | plaça del Puig                | à géolocaliser                   |        |            |      | Image manquante Téléverser                                 |
| Église Nouvelle Vie de Perpignan                                         | Perpignan                | avenue de Prades              | à géolocaliser                   |        |            |      | Image manquante Téléverser                                 |
| Église Adventiste du 7ème Jour de Perpignan                              | Perpignan                | rue Jacques Thibaud           | à géolocaliser                   |        |            |      | Image manquante Téléverser                                 |
| Église néo-apostolique de Perpignan                                      | Perpignan                | rue Nicolas Guillaume Coustou | à géolocaliser                   |        |            |      | Image manquante Téléverser                                 |

### Église orthodoxe
| Église                                 | Commune                | Adresse                                      | Coordonnées                      | Notice         | Protection | Date        | Illustration |
| -------------------------------------- | ---------------------- | -------------------------------------------- | -------------------------------- | -------------- | --- | ----------- | --- |
| Église de l'Esprit-Saint de Perpignan, | Perpignan              | Quartier moyen Vernet - 11, rue Claude Monet | 42° 43′ 11″ nord, 2° 53′ 33″ est |                | |             | Église de l'Esprit-Saint de Perpignan« Paroisse Saint-Esprit », sur infos-russes.com (consulté le 10 avril 2023).,« Paroisse Saint-Esprit (Perpignan) », sur Eglise orthodoxe russe en France (consulté le 10 avril 2023). |
| Prieuré Sainte-Marie du Vilar          | Villelongue-dels-Monts |                                              | 42° 30′ 35″ nord, 2° 54′ 19″ est | « PA00104175 » | Classé MH Chapelle, y compris les fresques romanes de l'abside ; Inscrit MH Ruines du bâtiment des chanoines mitoyennes de la chapelle, ainsi que les vestiges de l'enceinte | 1983 ; 1983 | Prieuré Sainte-Marie du Vilar |